# 1815
Portal Geschichte | Portal Biografien | Aktuelle Ereignisse | Jahreskalender | Tagesartikel

◄ |
18. Jahrhundert |
19. Jahrhundert
| 20. Jahrhundert | ►

◄ |
1780er |
1790er |
1800er |
1810er
| 1820er | 1830er | 1840er | ►

◄◄ |
◄ |
1811 |
1812 |
1813 |
1814 |
1815
| 1816 | 1817 | 1818 | 1819 | ► | ►►
Staatsoberhäupter  · Nekrolog   · Musikjahr
| Januar | Januar | Januar | Januar | Januar | Januar | Januar | Januar |
| Kw     | Mo     | Di     | Mi     | Do     | Fr     | Sa     | So     |
| ------ | ------ | ------ | ------ | ------ | ------ | ------ | ------ |
| 52     |        |        |        |        |        |        | 1      |
| 1      | 2      | 3      | 4      | 5      | 6      | 7      | 8      |
| 2      | 9      | 10     | 11     | 12     | 13     | 14     | 15     |
| 3      | 16     | 17     | 18     | 19     | 20     | 21     | 22     |
| 4      | 23     | 24     | 25     | 26     | 27     | 28     | 29     |
| 5      | 30     | 31     |        |        |        |        |        |

| Februar | Februar | Februar | Februar | Februar | Februar | Februar | Februar |
| Kw      | Mo      | Di      | Mi      | Do      | Fr      | Sa      | So      |
| ------- | ------- | ------- | ------- | ------- | ------- | ------- | ------- |
| 5       |         |         | 1       | 2       | 3       | 4       | 5       |
| 6       | 6       | 7       | 8       | 9       | 10      | 11      | 12      |
| 7       | 13      | 14      | 15      | 16      | 17      | 18      | 19      |
| 8       | 20      | 21      | 22      | 23      | 24      | 25      | 26      |
| 9       | 27      | 28      |         |         |         |         |         |

| März | März | März | März | März | März | März | März |
| Kw   | Mo   | Di   | Mi   | Do   | Fr   | Sa   | So   |
| ---- | ---- | ---- | ---- | ---- | ---- | ---- | ---- |
| 9    |      |      | 1    | 2    | 3    | 4    | 5    |
| 10   | 6    | 7    | 8    | 9    | 10   | 11   | 12   |
| 11   | 13   | 14   | 15   | 16   | 17   | 18   | 19   |
| 12   | 20   | 21   | 22   | 23   | 24   | 25   | 26   |
| 13   | 27   | 28   | 29   | 30   | 31   |      |      |

| April | April | April | April | April | April | April | April |
| Kw    | Mo    | Di    | Mi    | Do    | Fr    | Sa    | So    |
| ----- | ----- | ----- | ----- | ----- | ----- | ----- | ----- |
| 13    |       |       |       |       |       | 1     | 2     |
| 14    | 3     | 4     | 5     | 6     | 7     | 8     | 9     |
| 15    | 10    | 11    | 12    | 13    | 14    | 15    | 16    |
| 16    | 17    | 18    | 19    | 20    | 21    | 22    | 23    |
| 17    | 24    | 25    | 26    | 27    | 28    | 29    | 30    |

| Mai | Mai | Mai | Mai | Mai | Mai | Mai | Mai |
| Kw  | Mo  | Di  | Mi  | Do  | Fr  | Sa  | So  |
| --- | --- | --- | --- | --- | --- | --- | --- |
| 18  | 1   | 2   | 3   | 4   | 5   | 6   | 7   |
| 19  | 8   | 9   | 10  | 11  | 12  | 13  | 14  |
| 20  | 15  | 16  | 17  | 18  | 19  | 20  | 21  |
| 21  | 22  | 23  | 24  | 25  | 26  | 27  | 28  |
| 22  | 29  | 30  | 31  |     |     |     |     |

| Juni | Juni | Juni | Juni | Juni | Juni | Juni | Juni |
| Kw   | Mo   | Di   | Mi   | Do   | Fr   | Sa   | So   |
| ---- | ---- | ---- | ---- | ---- | ---- | ---- | ---- |
| 22   |      |      |      | 1    | 2    | 3    | 4    |
| 23   | 5    | 6    | 7    | 8    | 9    | 10   | 11   |
| 24   | 12   | 13   | 14   | 15   | 16   | 17   | 18   |
| 25   | 19   | 20   | 21   | 22   | 23   | 24   | 25   |
| 26   | 26   | 27   | 28   | 29   | 30   |      |      |

| Juli | Juli | Juli | Juli | Juli | Juli | Juli | Juli |
| Kw   | Mo   | Di   | Mi   | Do   | Fr   | Sa   | So   |
| ---- | ---- | ---- | ---- | ---- | ---- | ---- | ---- |
| 26   |      |      |      |      |      | 1    | 2    |
| 27   | 3    | 4    | 5    | 6    | 7    | 8    | 9    |
| 28   | 10   | 11   | 12   | 13   | 14   | 15   | 16   |
| 29   | 17   | 18   | 19   | 20   | 21   | 22   | 23   |
| 30   | 24   | 25   | 26   | 27   | 28   | 29   | 30   |
| 31   | 31   |      |      |      |      |      |      |

| August | August | August | August | August | August | August | August |
| Kw     | Mo     | Di     | Mi     | Do     | Fr     | Sa     | So     |
| ------ | ------ | ------ | ------ | ------ | ------ | ------ | ------ |
| 31     |        | 1      | 2      | 3      | 4      | 5      | 6      |
| 32     | 7      | 8      | 9      | 10     | 11     | 12     | 13     |
| 33     | 14     | 15     | 16     | 17     | 18     | 19     | 20     |
| 34     | 21     | 22     | 23     | 24     | 25     | 26     | 27     |
| 35     | 28     | 29     | 30     | 31     |        |        |        |

| September | September | September | September | September | September | September | September |
| Kw        | Mo        | Di        | Mi        | Do        | Fr        | Sa        | So        |
| --------- | --------- | --------- | --------- | --------- | --------- | --------- | --------- |
| 35        |           |           |           |           | 1         | 2         | 3         |
| 36        | 4         | 5         | 6         | 7         | 8         | 9         | 10        |
| 37        | 11        | 12        | 13        | 14        | 15        | 16        | 17        |
| 38        | 18        | 19        | 20        | 21        | 22        | 23        | 24        |
| 39        | 25        | 26        | 27        | 28        | 29        | 30        |           |

| Oktober | Oktober | Oktober | Oktober | Oktober | Oktober | Oktober | Oktober |
| Kw      | Mo      | Di      | Mi      | Do      | Fr      | Sa      | So      |
| ------- | ------- | ------- | ------- | ------- | ------- | ------- | ------- |
| 39      |         |         |         |         |         |         | 1       |
| 40      | 2       | 3       | 4       | 5       | 6       | 7       | 8       |
| 41      | 9       | 10      | 11      | 12      | 13      | 14      | 15      |
| 42      | 16      | 17      | 18      | 19      | 20      | 21      | 22      |
| 43      | 23      | 24      | 25      | 26      | 27      | 28      | 29      |
| 44      | 30      | 31      |         |         |         |         |         |

| November | November | November | November | November | November | November | November |
| Kw       | Mo       | Di       | Mi       | Do       | Fr       | Sa       | So       |
| -------- | -------- | -------- | -------- | -------- | -------- | -------- | -------- |
| 44       |          |          | 1        | 2        | 3        | 4        | 5        |
| 45       | 6        | 7        | 8        | 9        | 10       | 11       | 12       |
| 46       | 13       | 14       | 15       | 16       | 17       | 18       | 19       |
| 47       | 20       | 21       | 22       | 23       | 24       | 25       | 26       |
| 48       | 27       | 28       | 29       | 30       |          |          |          |

| Dezember | Dezember | Dezember | Dezember | Dezember | Dezember | Dezember | Dezember |
| Kw       | Mo       | Di       | Mi       | Do       | Fr       | Sa       | So       |
| -------- | -------- | -------- | -------- | -------- | -------- | -------- | -------- |
| 48       |          |          |          |          | 1        | 2        | 3        |
| 49       | 4        | 5        | 6        | 7        | 8        | 9        | 10       |
| 50       | 11       | 12       | 13       | 14       | 15       | 16       | 17       |
| 51       | 18       | 19       | 20       | 21       | 22       | 23       | 24       |
| 52       | 25       | 26       | 27       | 28       | 29       | 30       | 31       |

| Januar | Januar | Januar | Januar | Januar | Januar | Januar | Januar |
| Kw     | Mo     | Di     | Mi     | Do     | Fr     | Sa     | So     |
| ------ | ------ | ------ | ------ | ------ | ------ | ------ | ------ |
| 52     |        |        |        |        |        |        | 1      |
| 1      | 2      | 3      | 4      | 5      | 6      | 7      | 8      |
| 2      | 9      | 10     | 11     | 12     | 13     | 14     | 15     |
| 3      | 16     | 17     | 18     | 19     | 20     | 21     | 22     |
| 4      | 23     | 24     | 25     | 26     | 27     | 28     | 29     |
| 5      | 30     | 31     |        |        |        |        |        |

| Februar | Februar | Februar | Februar | Februar | Februar | Februar | Februar |
| Kw      | Mo      | Di      | Mi      | Do      | Fr      | Sa      | So      |
| ------- | ------- | ------- | ------- | ------- | ------- | ------- | ------- |
| 5       |         |         | 1       | 2       | 3       | 4       | 5       |
| 6       | 6       | 7       | 8       | 9       | 10      | 11      | 12      |
| 7       | 13      | 14      | 15      | 16      | 17      | 18      | 19      |
| 8       | 20      | 21      | 22      | 23      | 24      | 25      | 26      |
| 9       | 27      | 28      |         |         |         |         |         |

| März | März | März | März | März | März | März | März |
| Kw   | Mo   | Di   | Mi   | Do   | Fr   | Sa   | So   |
| ---- | ---- | ---- | ---- | ---- | ---- | ---- | ---- |
| 9    |      |      | 1    | 2    | 3    | 4    | 5    |
| 10   | 6    | 7    | 8    | 9    | 10   | 11   | 12   |
| 11   | 13   | 14   | 15   | 16   | 17   | 18   | 19   |
| 12   | 20   | 21   | 22   | 23   | 24   | 25   | 26   |
| 13   | 27   | 28   | 29   | 30   | 31   |      |      |

| April | April | April | April | April | April | April | April |
| Kw    | Mo    | Di    | Mi    | Do    | Fr    | Sa    | So    |
| ----- | ----- | ----- | ----- | ----- | ----- | ----- | ----- |
| 13    |       |       |       |       |       | 1     | 2     |
| 14    | 3     | 4     | 5     | 6     | 7     | 8     | 9     |
| 15    | 10    | 11    | 12    | 13    | 14    | 15    | 16    |
| 16    | 17    | 18    | 19    | 20    | 21    | 22    | 23    |
| 17    | 24    | 25    | 26    | 27    | 28    | 29    | 30    |

| Mai | Mai | Mai | Mai | Mai | Mai | Mai | Mai |
| Kw  | Mo  | Di  | Mi  | Do  | Fr  | Sa  | So  |
| --- | --- | --- | --- | --- | --- | --- | --- |
| 18  | 1   | 2   | 3   | 4   | 5   | 6   | 7   |
| 19  | 8   | 9   | 10  | 11  | 12  | 13  | 14  |
| 20  | 15  | 16  | 17  | 18  | 19  | 20  | 21  |
| 21  | 22  | 23  | 24  | 25  | 26  | 27  | 28  |
| 22  | 29  | 30  | 31  |     |     |     |     |

| Juni | Juni | Juni | Juni | Juni | Juni | Juni | Juni |
| Kw   | Mo   | Di   | Mi   | Do   | Fr   | Sa   | So   |
| ---- | ---- | ---- | ---- | ---- | ---- | ---- | ---- |
| 22   |      |      |      | 1    | 2    | 3    | 4    |
| 23   | 5    | 6    | 7    | 8    | 9    | 10   | 11   |
| 24   | 12   | 13   | 14   | 15   | 16   | 17   | 18   |
| 25   | 19   | 20   | 21   | 22   | 23   | 24   | 25   |
| 26   | 26   | 27   | 28   | 29   | 30   |      |      |

| Juli | Juli | Juli | Juli | Juli | Juli | Juli | Juli |
| Kw   | Mo   | Di   | Mi   | Do   | Fr   | Sa   | So   |
| ---- | ---- | ---- | ---- | ---- | ---- | ---- | ---- |
| 26   |      |      |      |      |      | 1    | 2    |
| 27   | 3    | 4    | 5    | 6    | 7    | 8    | 9    |
| 28   | 10   | 11   | 12   | 13   | 14   | 15   | 16   |
| 29   | 17   | 18   | 19   | 20   | 21   | 22   | 23   |
| 30   | 24   | 25   | 26   | 27   | 28   | 29   | 30   |
| 31   | 31   |      |      |      |      |      |      |

| August | August | August | August | August | August | August | August |
| Kw     | Mo     | Di     | Mi     | Do     | Fr     | Sa     | So     |
| ------ | ------ | ------ | ------ | ------ | ------ | ------ | ------ |
| 31     |        | 1      | 2      | 3      | 4      | 5      | 6      |
| 32     | 7      | 8      | 9      | 10     | 11     | 12     | 13     |
| 33     | 14     | 15     | 16     | 17     | 18     | 19     | 20     |
| 34     | 21     | 22     | 23     | 24     | 25     | 26     | 27     |
| 35     | 28     | 29     | 30     | 31     |        |        |        |

| September | September | September | September | September | September | September | September |
| Kw        | Mo        | Di        | Mi        | Do        | Fr        | Sa        | So        |
| --------- | --------- | --------- | --------- | --------- | --------- | --------- | --------- |
| 35        |           |           |           |           | 1         | 2         | 3         |
| 36        | 4         | 5         | 6         | 7         | 8         | 9         | 10        |
| 37        | 11        | 12        | 13        | 14        | 15        | 16        | 17        |
| 38        | 18        | 19        | 20        | 21        | 22        | 23        | 24        |
| 39        | 25        | 26        | 27        | 28        | 29        | 30        |           |

| Oktober | Oktober | Oktober | Oktober | Oktober | Oktober | Oktober | Oktober |
| Kw      | Mo      | Di      | Mi      | Do      | Fr      | Sa      | So      |
| ------- | ------- | ------- | ------- | ------- | ------- | ------- | ------- |
| 39      |         |         |         |         |         |         | 1       |
| 40      | 2       | 3       | 4       | 5       | 6       | 7       | 8       |
| 41      | 9       | 10      | 11      | 12      | 13      | 14      | 15      |
| 42      | 16      | 17      | 18      | 19      | 20      | 21      | 22      |
| 43      | 23      | 24      | 25      | 26      | 27      | 28      | 29      |
| 44      | 30      | 31      |         |         |         |         |         |

| November | November | November | November | November | November | November | November |
| Kw       | Mo       | Di       | Mi       | Do       | Fr       | Sa       | So       |
| -------- | -------- | -------- | -------- | -------- | -------- | -------- | -------- |
| 44       |          |          | 1        | 2        | 3        | 4        | 5        |
| 45       | 6        | 7        | 8        | 9        | 10       | 11       | 12       |
| 46       | 13       | 14       | 15       | 16       | 17       | 18       | 19       |
| 47       | 20       | 21       | 22       | 23       | 24       | 25       | 26       |
| 48       | 27       | 28       | 29       | 30       |          |          |          |

| Dezember | Dezember | Dezember | Dezember | Dezember | Dezember | Dezember | Dezember |
| Kw       | Mo       | Di       | Mi       | Do       | Fr       | Sa       | So       |
| -------- | -------- | -------- | -------- | -------- | -------- | -------- | -------- |
| 48       |          |          |          |          | 1        | 2        | 3        |
| 49       | 4        | 5        | 6        | 7        | 8        | 9        | 10       |
| 50       | 11       | 12       | 13       | 14       | 15       | 16       | 17       |
| 51       | 18       | 19       | 20       | 21       | 22       | 23       | 24       |
| 52       | 25       | 26       | 27       | 28       | 29       | 30       | 31       |

## Ereignisse

### Politik und Weltgeschehen

#### Napoleonische Kriege und Wiener Kongress

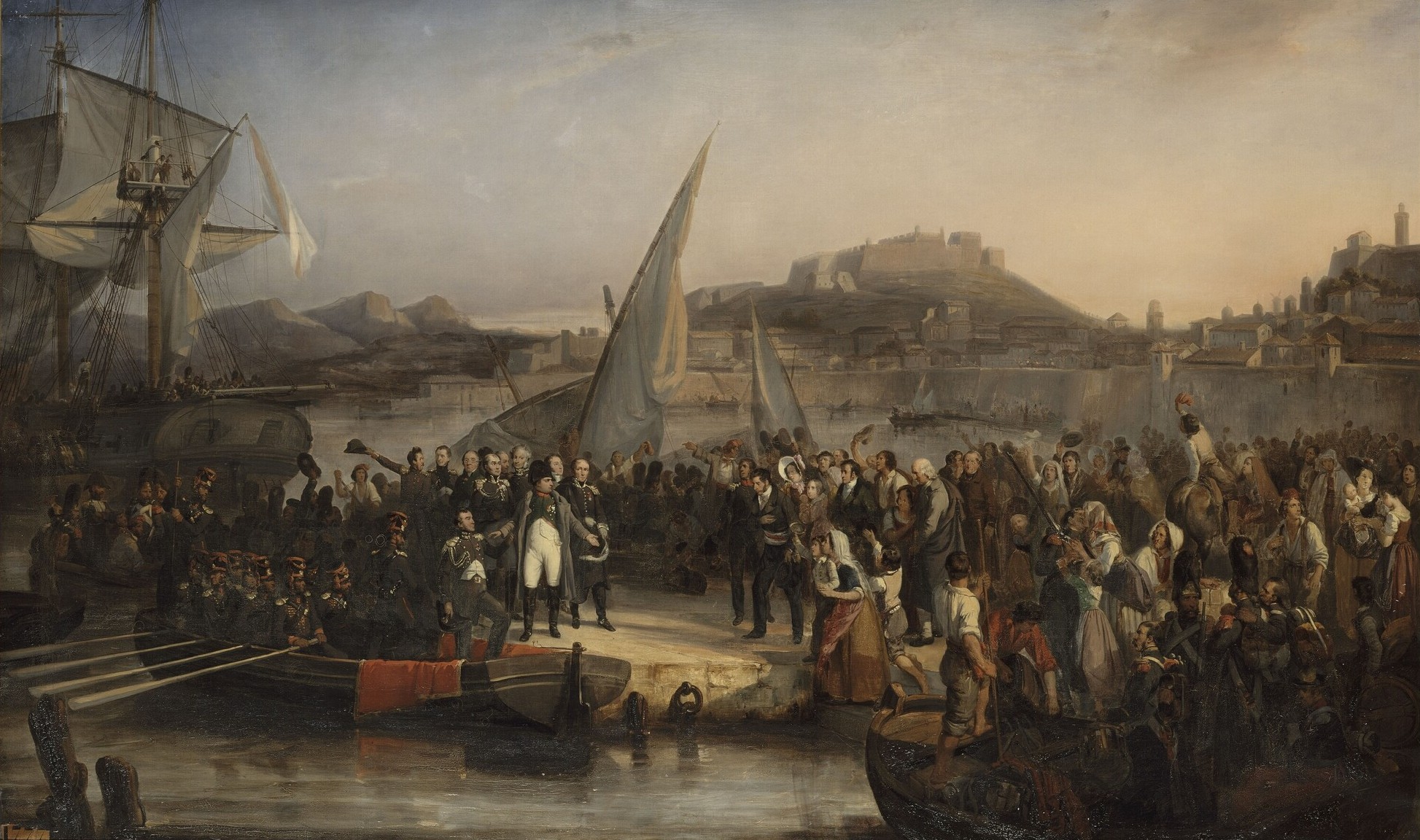
Napoleon verlässt Elba, Gemälde von Joseph Beaume

- 26. Februar: Napoleon Bonaparte verlässt Elba. Die Herrschaft der Hundert Tage beginnt.
- 1. März: Der Verbannung auf Elba entflohen landet Napoleon Bonaparte mit rund 1.000 Mann bei Cannes, um sich auf den Weg nach Paris zu machen. Er beginnt die Armee der Hundert Tage um sich zu sammeln.
- 5. März: Marschall Michel Ney erhält den Auftrag, Napoleon zu verhaften. Beim Zusammentreffen wenige Tage später läuft er mit seinen Truppen zu Napoleon über.
- 16. März: König Ludwig XVIII. hält eine leidenschaftliche Rede vor der Abgeordnetenkammer im Palais Bourbon, dass er lieber an der Spitze seiner Armee sterben werde, als zu fliehen. Drei Tage später flieht er aus Paris.
- 20. März: Napoleon marschiert im Pariser Palais des Tuileries ein.
- 5. April: Preußen nimmt die besetzten Rheinlande per Erlass in Besitz.
- 6. April: Nach dem Ende der Herrschaft Napoleons wird Genf als 22. Kanton wieder Teil der Schweizerischen Eidgenossenschaft.
- 30. April: Friedrich Wilhelm III. verfügt auf dem Wiener Kongress die Einteilung Preußens in zehn Provinzen.

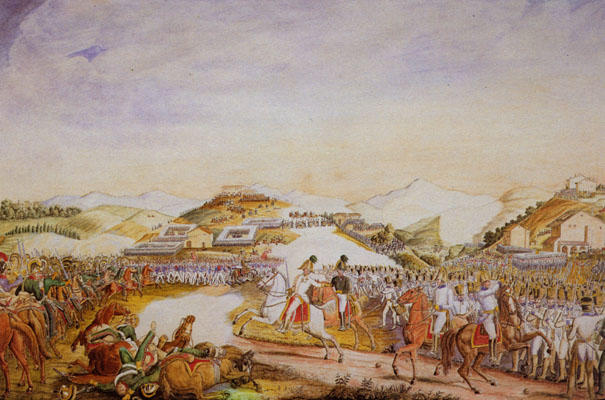
Schlacht bei Tolentino

- 2./3. Mai: In der Schlacht bei Tolentino, der entscheidenden Schlacht im Österreichisch-Neapolitanischen Krieg zwischen dem napoleonischen Königreich Neapel, regiert von Joachim Murat, und dem Kaisertum Österreich, siegen die Österreicher unter Vinzenz Ferrerius von Bianchi und Johann Friedrich von Mohr.
- 3. Mai: Österreich, Preußen und Russland errichten vertraglich die Republik Krakau.
- 20. Mai: Mit dem Vertrag von Casalanza wird das Königreich beider Sizilien unter der Herrschaft von Ferdinand I. errichtet.
- 22. Mai: Der sächsische König Friedrich August I. verzichtet auf das Herzogtum Warschau und entbindet die polnischen Untertanen von ihrem Treueeid. Der König steht als Verbündeter Napoleon Bonapartes nach den Befreiungskriegen auf der Verliererseite.

Deutscher Bund 1815–1866

- 8. Juni: Auf dem Wiener Kongress wird die Deutsche Bundesakte beschlossen. Mit der Unterzeichnung durch Bevollmächtigte von 39 Staaten am 10. Juni erfolgt die Gründung des Deutschen Bundes, deren zentrale Ziele „die Sicherheit und Unabhängigkeit Deutschlands, und die Ruhe und das Gleichgewicht Europas“ sind.

Karte Europas nach dem Wiener Kongress:

- 9. Juni: Der Wiener Kongress, auf dem Europa politisch neu geordnet worden ist, endet mit der Unterzeichnung der Kongressakte. Der Papst als Oberhaupt des Kirchenstaates und Spanien lehnen darin getroffene inhaltliche Festlegungen ab. Brasilien wird unabhängiges, mit Portugal nur noch durch Personalunion verbundenes Königreich.
- 9. Juni: In Norditalien wird durch die Wiener Kongressakte das Königreich Lombardo-Venetien geschaffen, dessen König in Personalunion der jeweilige Kaiser von Österreich wird. Es folgt auf das napoleonische Königreich Italien, dessen Gesetze fortgelten.
- 12. Juni: In Jena wird die Urburschenschaft, die erste deutsche Burschenschaft, gegründet.
- 14. Juni: Napoleon erreicht für die alliierten überraschend die niederländische Grenze und beginnt den Sommerfeldzug von 1815.

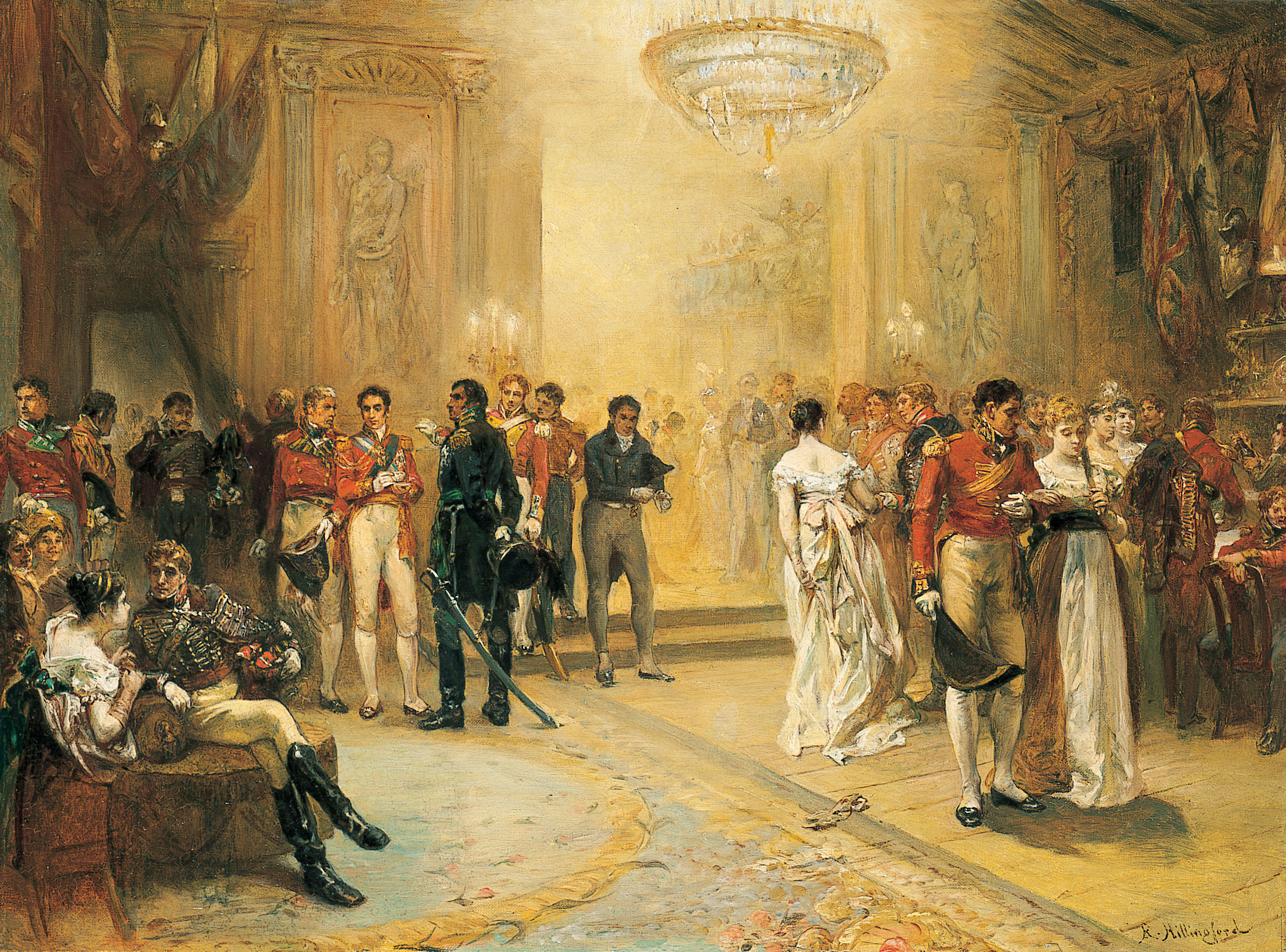
The Duchess of Richmond's Ball von Robert Alexander Hillingford

- 15. Juni: Der Ball der Herzogin von Richmond in Brüssel findet am Vorabend der Schlacht bei Quatre-Bras statt
- 16. Juni: In Belgien gelingt Napoleon in der Schlacht bei Ligny sein letzter Sieg.
- 18. Juni: In der Schlacht bei Waterloo wird Napoleon endgültig geschlagen.
- 19. Juni: Einen Tag nach der Schlacht bei Waterloo endet mit der Schlacht bei Wavre der letzte Kampf der Napoleonischen Kriege. Zwar tragen die Franzosen einen taktischen Sieg davon, doch haben die unterlegenen preußischen Einheiten strategisch ein mögliches Eingreifen der Franzosen in Waterloo verhindert.
- 22. Juni: Napoleon dankt endgültig ab und wird auf die Insel St. Helena verbannt. Die Zweite Restauration in Frankreich beginnt.
- 7. August: In der Schweiz tritt der Bundesvertrag endgültig in Kraft.

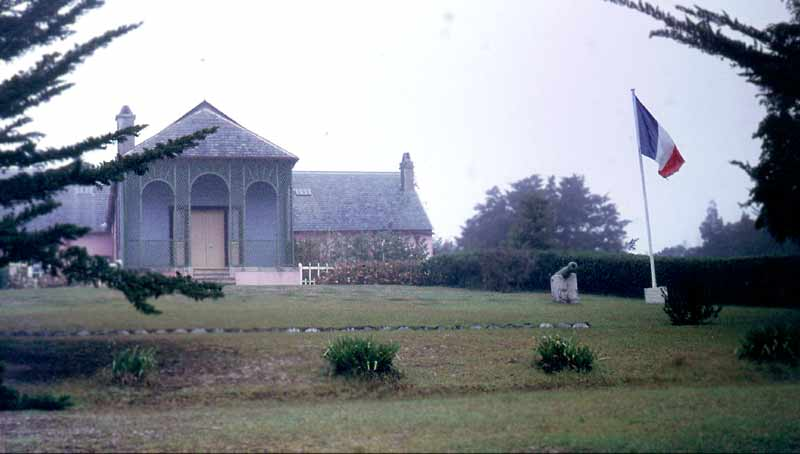
Das Longwood House, Napoleons Aufenthaltsort während der Verbannung

- 8. August: Napoleon Bonaparte besteigt mit seinen Begleitern das Schiff, das sie zum Verbannungsort St. Helena bringen wird.
- 12.–22. August: Bei den Parlamentswahlen in Frankreich erhalten die Royalisten 75 % aller Mandate. Die Wahl bedeutet eine neue Welle des sogenannten Weißen Terrors gegen Anhänger Napoleons.
- 26. September: Gründung der Heiligen Allianz.
- 13. Oktober: Der Bourbonenherrscher Ferdinand IV. von Sizilien lässt Joachim Murat, seinen Vorgänger als König von Neapel, Napoleon Bonapartes Schwager, standrechtlich erschießen.
- 20. November: Zweiter Pariser Frieden mit Preußen, Kaisertum Österreich, Russland und Großbritannien.
- 7. Dezember: Der wegen Hochverrats zum Tode verurteilte französische Marschall Michel Ney erteilt seinem Erschießungskommando den Feuerbefehl.
- Luxemburg wird zum Großherzogtum erhoben.
- Anerkennung der immerwährenden Neutralität der Schweiz und Eintritt der Kantone Genf, Neuenburg und Wallis in die Schweizerische Eidgenossenschaft.
- Das Herzogtum Lauenburg wird in Personalunion mit Dänemark verbunden.

#### Britisch-Amerikanischer Krieg
- 8. Januar: US-Milizionäre unter Andrew Jackson bezwingen in der Schlacht von New Orleans ein britisches Invasionsheer unter Sir Edward Michael Pakenham. Damit endet der so genannte „Krieg von 1812“.
- 15. Januar: Vier britische Kampfschiffe erbeuten die President, eine schwere Fregatte der United States Navy.

#### Weitere Ereignisse weltweit
- 23. April: Der zweite serbische Aufstand mit Miloš Obrenović gegen die Türken beginnt.
- 16. Dezember: Die bisherige portugiesische Kolonie Brasilien wird zum Königreich erklärt und damit dem Mutterland Portugal gleichgestellt und das Vereinigte Königreich von Portugal, Brasilien und den Algarven gegründet. Die brasilianische Unabhängigkeitsbewegung erreicht damit einen wichtigen Meilenstein.
- Der Statthalter von Algier erklärt den USA den Krieg. Der zweite Barbareskenkrieg beginnt.
- Abschaffung der Leibeigenschaft in Estland

### Wirtschaft
- 3. Februar: In der Schweiz beginnt die kommerzielle Käseverwertung durch die neu gegründete genossenschaftliche Dorfkäserei in Kiesen.

### Wissenschaft und Technik

#### Rurik-Expedition
- 30. Juli: Die russische Brigg Rurik verlässt Kronstadt zu einer dreijährigen Weltumsegelung unter dem Kommando Otto von Kotzebues. An Bord sind unter anderem auch der Dichter und Naturforscher Adelbert von Chamisso und der Zeichner Ludwig Choris sowie die Naturforscher Johann Friedrich Eschscholtz und Morten Wormskjold. Ziel der mit wohlwollender Unterstützung des Zaren Alexander I. durch den russischen Grafen Nikolai Petrowitsch Rumjanzew ausgerüsteten und finanzierten Expedition ist vor allem Entdeckung und Erkundung der Nordwestpassage. Nach einem ersten kurzen Aufenthalt in Kopenhagen geht es weiter nach Plymouth, um sich dort für die lange Atlantiküberquerung zu rüsten. Ein mehrtägiger Aufenthalt auf Teneriffa  ermöglicht den Naturforschern erste Erkundungstouren in einer ihnen neuen Welt. Schließlich erreicht die Rurik am 12. Dezember die Insel Santa Catarina vor Brasilien und legt bei Florianópolis an. Über das Kap Hoorn soll die Expedition schließlich den Pazifik erreichen.

#### Sonstiges
- 6. November: In Wien wird das k. k. Polytechnische Institut, die heutige Technische Universität Wien, eröffnet. Erster Direktor wird Johann Joseph von Prechtl.

### Kultur
- 2. März: Die Uraufführung der komischen Oper Die Prinzessin von Cacambo von Peter Joseph von Lindpaintner erfolgt in München.

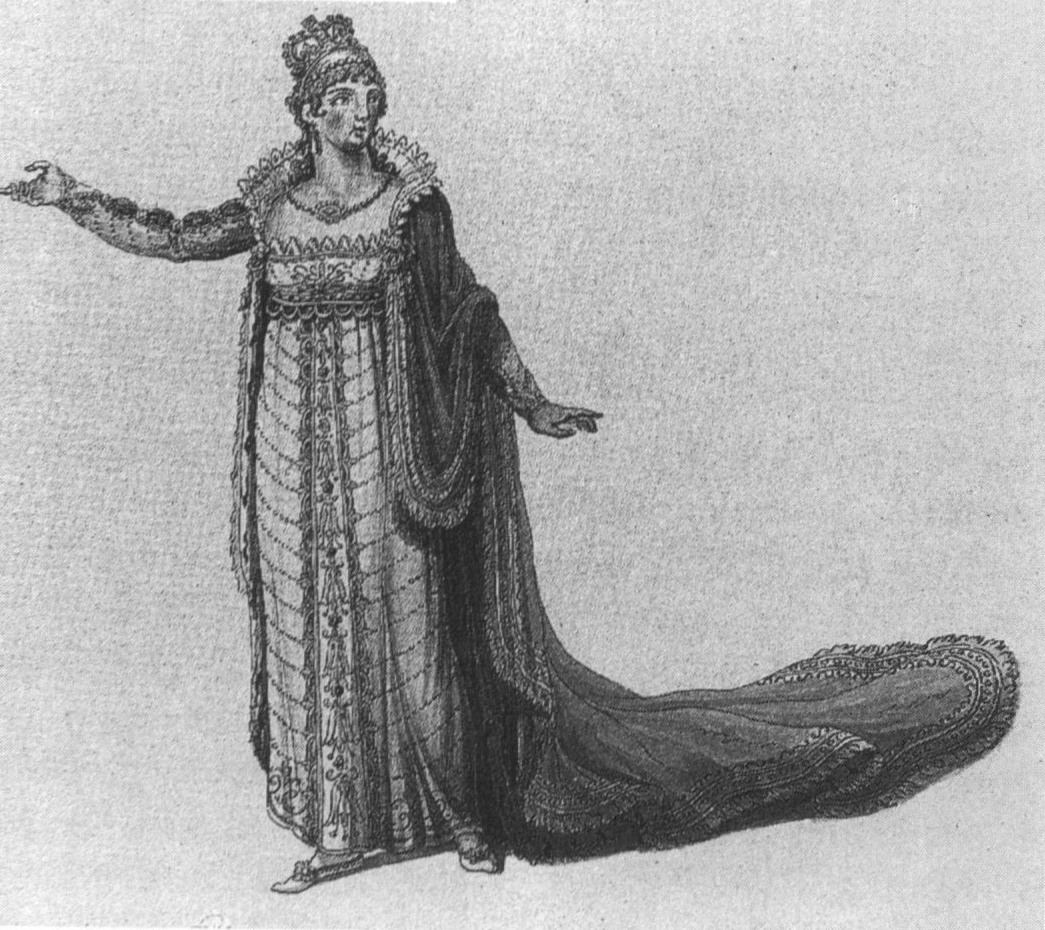
Giacomo Pregliasco: Isabella Colbran als Elisabetta

- 4. Oktober: Die Oper Elisabetta regina d’Inghilterra von Gioachino Rossini wird am Teatro San Carlo in Neapel mit großem Erfolg uraufgeführt. Das Libretto stammt von Giovanni Schmidt und basiert auf dem Theaterstück Il paggio di Leicester von Carlo Federici nach dem Roman The Recess von Sophia Lee. Isabella Colbran singt die Titelrolle.
- 30. November: Die Uraufführung der Oper Der Herr und sein Diener von Conradin Kreutzer findet in Stuttgart statt.
- 25. Dezember: In Wien wird Ludwig van Beethovens Chorwerk Meeresstille und glückliche Fahrt, die Vertonung zweier Gedichte Johann Wolfgang von Goethes, in einem Benefizkonzert für den Bürgerspitalfonds uraufgeführt. Bei diesem Konzert erklingt auch Beethovens Oratorium Christus am Ölberge.
- 26. Dezember: Die Rettungsoper Torvaldo e Dorliska von Gioachino Rossini auf ein Libretto von Cesare Sterbini wird als Eröffnungspremiere der Karnevalssaison in Rom im kleinen Teatro Valle uraufgeführt. Die Oper erzielt trotz der hervorragenden Besetzung unter anderem mit Filippo Galli nur einen mäßigen Erfolg.

### Gesellschaft
- 2. Januar: Der Dichter Lord Byron heiratet im nordenglischen Seaham Anne Isabella Milbanke, um die Beziehung zu seiner Halbschwester Augusta zu verdecken.
- 12. Juni: Geschichte der Studentenverbindungen: Im Gasthaus Grüne Tanne gründen Jenaer Studenten die Urburschenschaft.

### Religion
- 25. September: Die Evangelische Missionsgesellschaft Basel wird von Christian Friedrich Spittler und Nikolaus von Brunn als Tochtergesellschaft der Deutschen Christentumsgesellschaft gegründet.
- 3. November: Fast drei Jahrhunderte nach ihrem Entstehen endet mit dem Duldungsedikt die Verfolgung der Schweizer Täufer wegen ihres Glaubens.

### Katastrophen

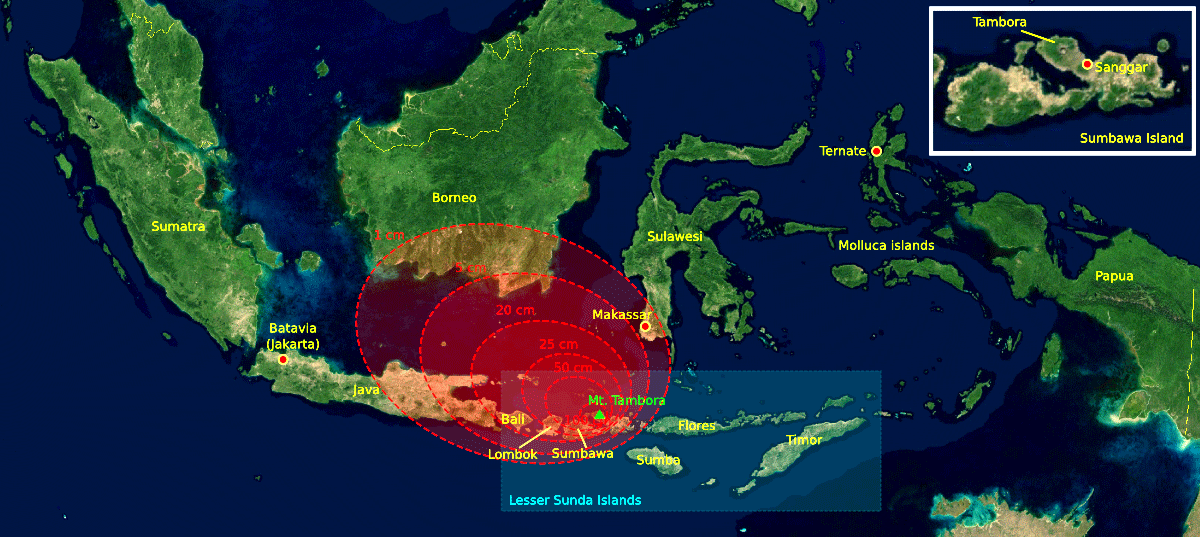
Geschätzte Ascheniederschläge während des Ausbruchs 1815, die roten Bereiche zeigen die Dicke der Niederschläge an, der äußerste Bereich entspricht dabei einem Zentimeter Vulkanasche

- 5. April: Der Ausbruch des Vulkans Tambora auf der Insel Sumbawa in Indonesien beginnt mit einer ersten Eruption. Weitere, insbesondere der stärkste Ausbruch am 10. April, führen zu insgesamt etwa 100.000 Todesopfern. Der Ausbruch des Tambora ist die größte in geschichtlicher Zeit beobachtete Eruption. Das Geschehen setzt große Mengen Asche frei. Die Ascheniederschläge erreichen einen Radius von 1300 Kilometern, verdunkeln im Umkreis von bis zu 600 Kilometern den Himmel zwei Tage lang fast vollständig und verursachen im Folgejahr auf der Nordhalbkugel einen vulkanischen Winter, der in Europa Hungersnöte verursacht, das sogenannte „Jahr ohne Sommer“.
- 30. Mai: Das britische Schiff Arniston läuft nahe dem Ort Waenhuiskrans bei starkem Sturm auf ein Riff beim südafrikanischen Kap Agulhas. Sechs Menschen gelingt das Erreichen des Ufers, 372 sterben beim Schiffsuntergang.
- 31. Juli: In Philadelphia, County Durham, Großbritannien, explodiert der Kessel der experimentellen Dampflokomotive Mechanical Traveller. Je nach Quelle kommen zwischen 13 und 16 Menschen ums Leben. Dieser Unfall ist der älteste bekannte Kesselzerknall einer Lokomotive und bis heute derjenige mit der höchsten Zahl von Toten überhaupt.

## Geboren

### Januar/Februar
- 01. Januar: Aaron F. Perry, US-amerikanischer Politiker († 1893)

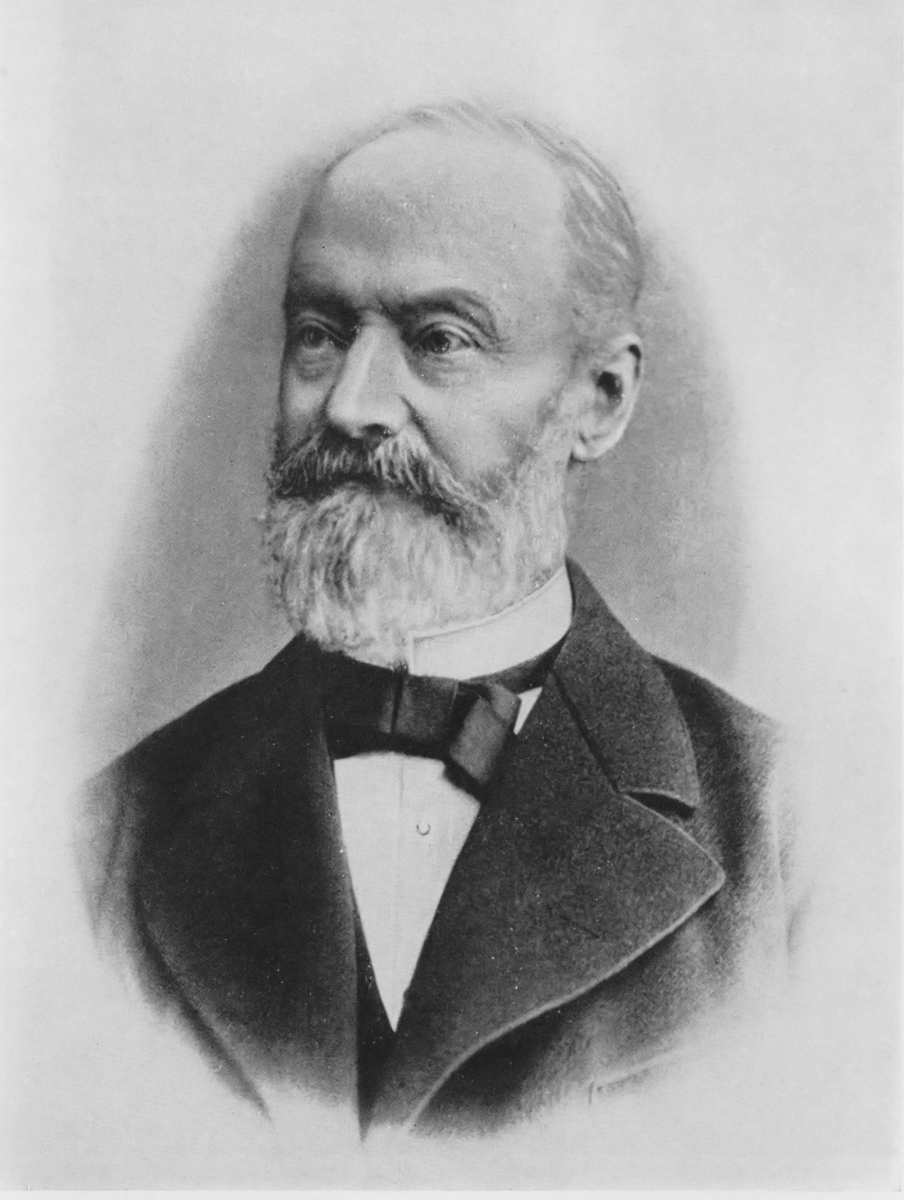
Julius Pintsch

- 06. Januar: Florus Conrad Auffarth, preußischer Verwaltungsbeamter († 1877)
- 06. Januar: Julius Pintsch, deutscher Unternehmer († 1884)
- 09. Januar: Reinhard Sebastian Zimmermann, deutscher Maler († 1893)

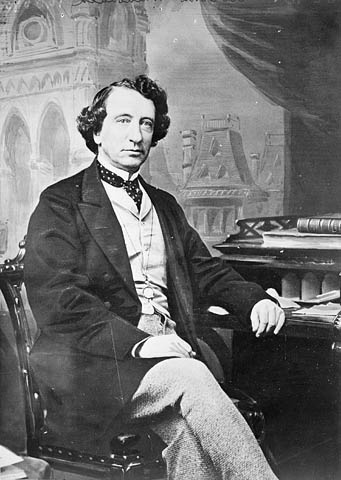
John Macdonald, 1868

- 10. Januar: John Macdonald, kanadischer Premierminister († 1891)
- 13. Januar: Johann von Dumreicher, österreichischer Arzt und Chirurg († 1880)
- 13. Januar: Ernst Elias Niebergall, deutscher Schriftsteller († 1843)
- 15. Januar: Alexander Franz Wilhelm Lincke, deutscher Jurist und Politiker († 1864)
- 16. Januar: Lemuel J. Bowden, US-amerikanischer Politiker († 1864)
- 16. Januar: Henry Wager Halleck, US-amerikanischer General († 1872)
- 17. Januar: Mehmed Fuad Pascha, Großwesir des Osmanischen Reiches († 1869)
- 17. Januar: Max Preßler, deutscher Ingenieur, Forstwissenschaftler, Erfinder und Ökonom († 1886)
- 18. Januar: James Chesnut, Jr., US-amerikanischer General († 1885)
- 18. Januar: Konstantin von Tischendorf, deutscher Forscher († 1874)
- 21. Januar: Josephine Koch, Nonne und Ordensgründerin († 1899)
- 21. Januar: Horace Wells, US-amerikanischer Zahnarzt († 1848)
- 22. Januar: Karl Volkmar Stoy, deutscher Pädagoge († 1885)
- 27. Januar: Peter Joseph Ruppen, Chronist und Domherr († 1896)
- 28. Januar: Andrew J. Hamilton, US-amerikanischer Politiker († 1875)
- 28. Januar: Philipp Gustav Passavant, deutscher Arzt und Geheimer Sanitätsrat († 1893)

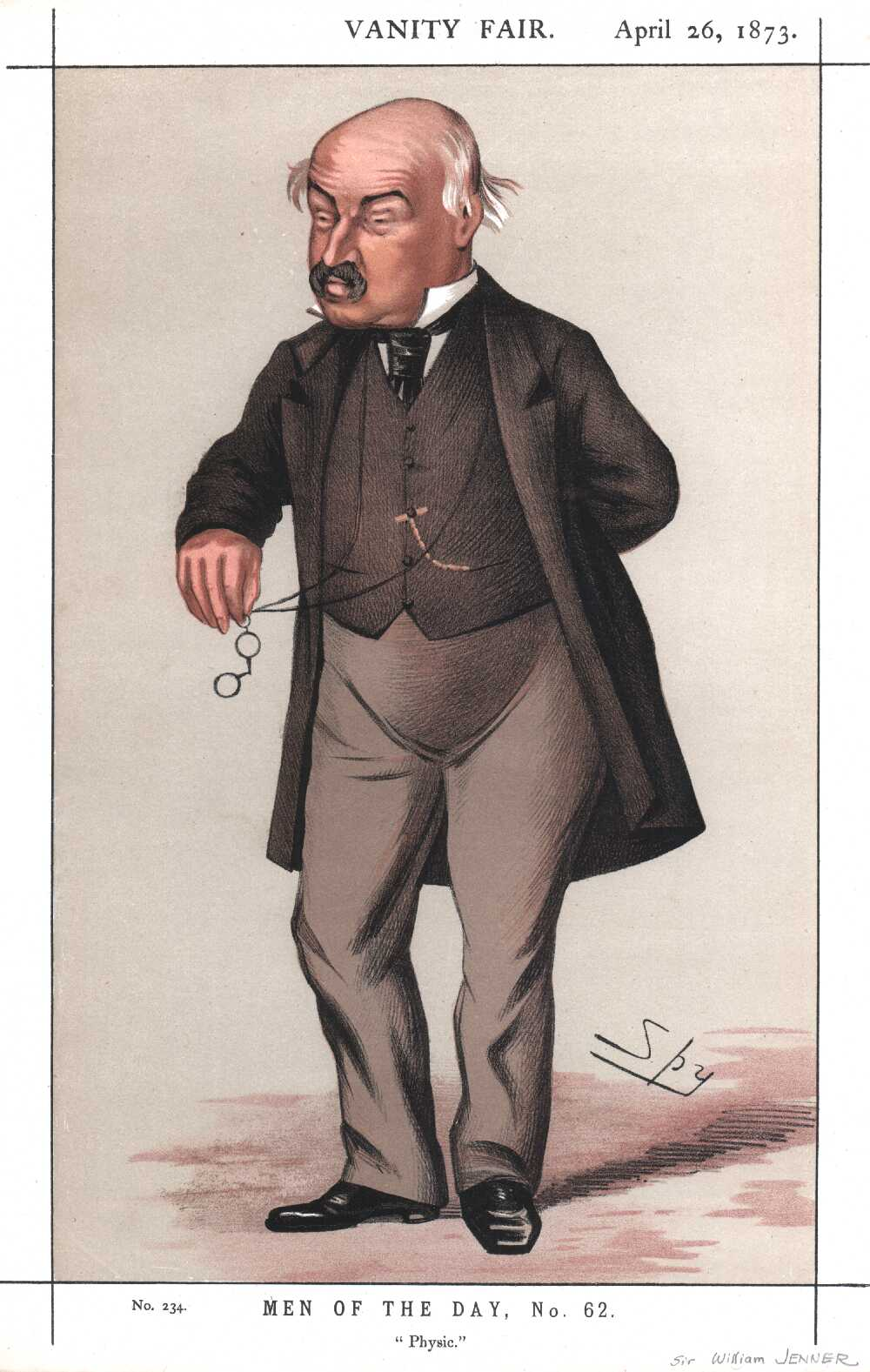
William Jenner, Zeichnung aus Vanity Fair

- 30. Januar: William Jenner, britischer Arzt († 1898)
- 03. Februar: Edward J. Roye, Präsident von Liberia († 1872)
- 04. Februar: Josip Juraj Strossmayer, kroatischer Politiker und katholischer Theologe († 1905)
- 09. Februar: Raffaele Cadorna, italienischer General († 1897)
- 09. Februar: Federico de Madrazo y Kuntz, spanischer Maler und Lithograf († 1894)
- 10. Februar: Meir Auerbach, russischer Gelehrter, Rabbiner und Oberrabbiner († 1878)
- 11. Februar: John Appleton, US-amerikanischer Politiker († 1864)
- 15. Februar: Gustav Biedermann, deutschböhmischer Arzt und philosophischer Schriftsteller († 1890)
- 16. Februar: Ottokar Maria Graf von Attems, österreichischer Fürstbischof († 1867)
- 16. Februar: Karl Heinrich Caspari, deutscher Geistlicher, Theologe und Schriftsteller († 1861)
- 16. Februar: Friedrich Hermann Lütkemüller, deutscher Orgelbauer († 1897)
- 18. Februar: Ferdinand Adolph Lange, Uhrmacher und Unternehmer († 1875)
- 21. Februar: Joseph Glover Baldwin, US-amerikanischer Schriftsteller, Politiker und Jurist († 1864)
- 23. Februar: Franz Antoine, österreichischer Botaniker († 1886)
- 23. Februar: Joséphin Soulary, französischer Dichter († 1891)
- 27. Februar: Franz Pfeiffer, deutscher Germanist († 1868)
- 27. Februar: Jacob Wiener, in Brüssel tätiger Graveur von Münzen, Medaillen und Briefmarken († 1899)
- 28. Februar: Andreas Gottschalk, deutscher Arzt († 1849)

### März/April
- 01. März: Benjamin Conley, US-amerikanischer Politiker († 1886)
- 02. März: Jakob Dont, österreichischer Violinist, Violinpädagoge und Komponist († 1888)
- 05. März: Rudolf Hilty, Schweizer Unternehmer und Politiker
- 05. März: Friedrich Schey von Koromla, österreichischer Bankier, Großhändler, Großgrundbesitzer und Mäzen († 1881)
- 08. März: Jean-Delphin Alard, französischer Violinist und Komponist († 1888)
- 08. März: Hermann Wagener, Chefredakteur, preußischer Ministerialbeamter und Politiker († 1889)
- 12. März: Justus Bostelmann, deutscher Landwirt, Kaufmann und Mitglied des Reichstags († 1889)
- 12. März: Robert Marcellus Stewart, US-amerikanischer Politiker († 1871)
- 14. März: Adolf Ellissen, deutscher Politiker, Philologe und Literaturhistoriker († 1872)
- 16. März: Wilhelm Boshart, deutscher Landschaftsmaler († 1878)
- 17. März: Christian Wilhelm Bernhardt, deutscher Pädagoge und Heimatforscher († 1891)
- 22. März: Franz Folliot de Crenneville, österreichischer General († 1888)
- 24. März: Rosa Molas y Vallvé, römisch-katholische Heilige († 1876)
- 26. März: Gustav von Rümelin, deutscher Pädagoge, Statistiker und Politiker († 1889)
- 27. März: William Russell Smith, US-amerikanischer Politiker († 1896)
- 29. März: Hagiwara Hiromichi, japanischer Dichter, Schriftsteller, Übersetzer und Vertreter des Kokugaku († 1863)
- 30. März: Hermann von Schmid, deutscher Schriftsteller († 1880)

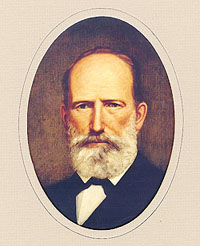
Edward Clark

- 01. April: Edward Clark, US-amerikanischer Politiker und Gouverneur von Texas († 1880)
- 01. April: Henry B. Anthony, US-amerikanischer Politiker und Gouverneur von Rhode Island († 1884)

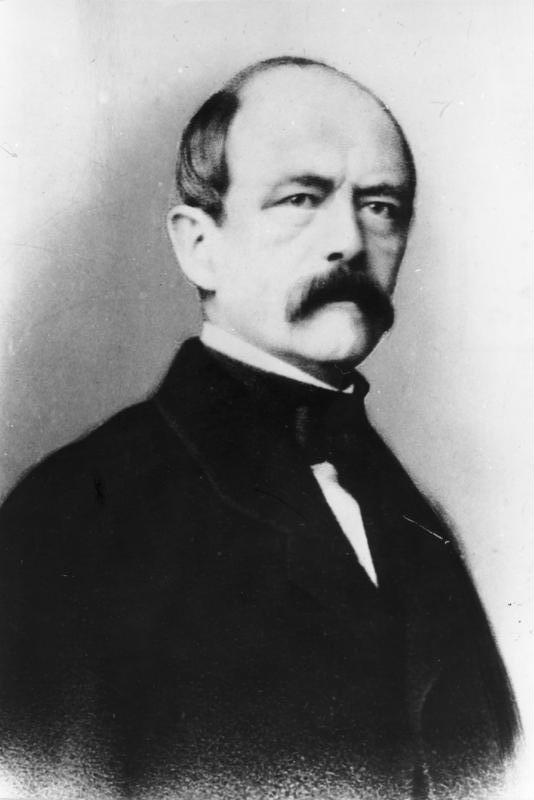
Otto von Bismarck, um 1862

- 01. April: Otto von Bismarck, deutscher Politiker und erster Reichskanzler des deutschen Reiches († 1898)
- 02. April: Esprit Espinasse, französischer General († 1859)
- 04. April: Caspar Melchior Kersting, deutscher Orgelbauer († 1879)
- 05. April: Louis Chollet, französischer Organist und Komponist († 1851)
- 06. April: Robert Volkmann, deutscher Komponist († 1883)
- 08. April: Andrew Graham, irischer Astronom († 1908)
- 11. April: Friedrich Wilhelm Schwarz, Begründer der Apostolischen Zending und Neuapostolischen Kirche († 1895)
- 13. April: Robert Theodor Heyne, deutscher Appellationsrat († 1848)
- 14. April: Gregor Ata, libanesischer Erzbischof († 1899)
- 14. April: Rudolf von Raumer, deutscher Germanist († 1876)
- 15. April: Philipp Jacob Johann Leo Klein, deutscher Mediziner († 1896)
- 17. April: Hartvig Nissen, norwegischer Schulreformer († 1874)
- 18. April: Beriah Magoffin, US-amerikanischer Politiker († 1885)
- 19. April: Daniel Bashiel Warner, Präsident von Liberia († 1880)
- 22. April: Wilhelm Peters, deutscher Naturforscher, Zoologe, Anatom und Entdecker († 1883)

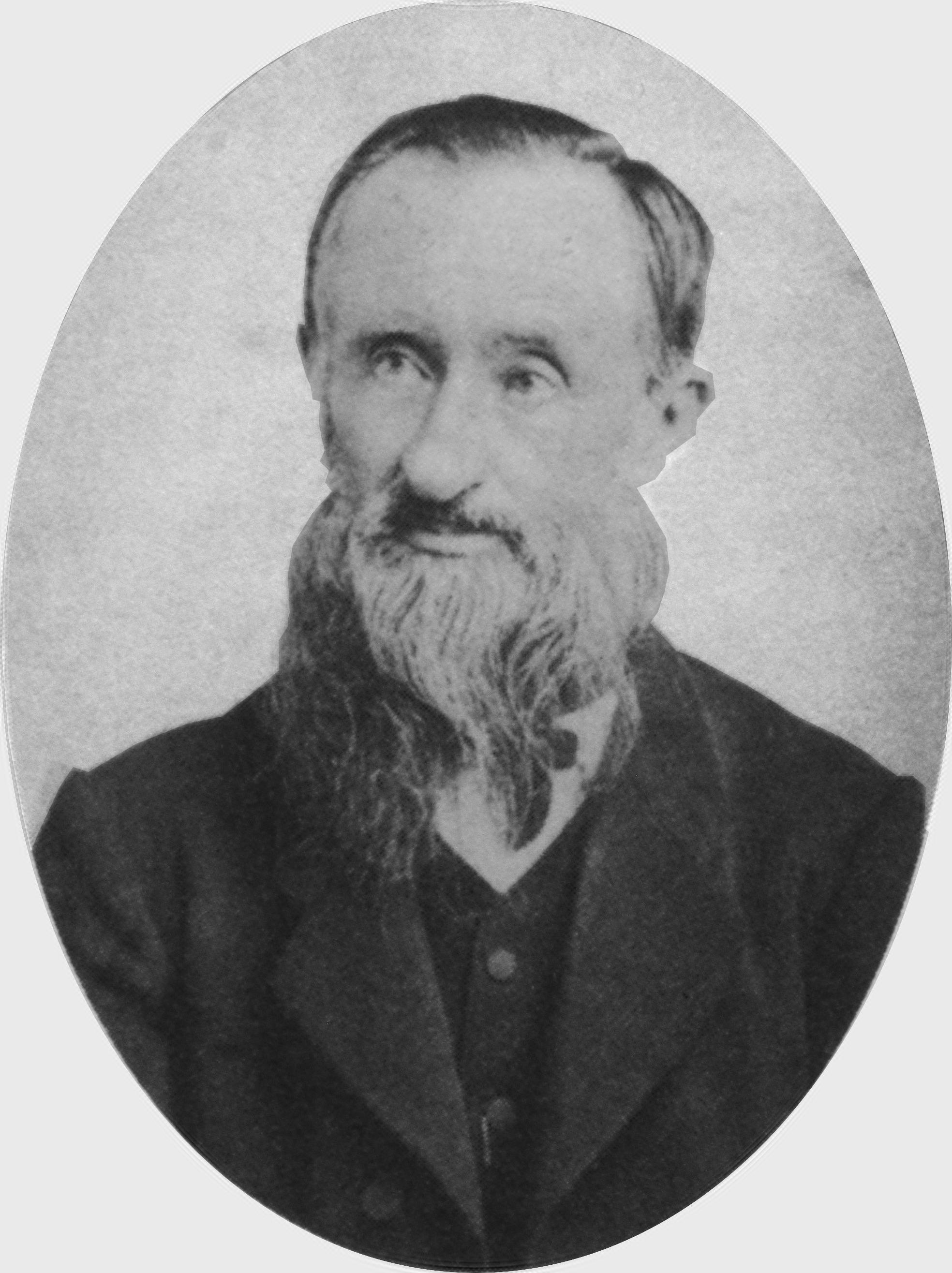
Thomas Davatz, um 1880

- 23. April: Thomas Davatz, Schweizer Auswanderer nach Brasilien und Anführer im Aufstand von Ibicaba († 1888)
- 25. April: Joseph Behm, ungarndeutscher Kirchenmusiker und Komponist († 1885)
- 28. April: Karl von Blaas, österreichischer Maler († 1894)

### Mai/Juni
- 04. Mai: Delina Filkins, Supercentenarian und zwischen 1926 und 1980 ältester Mensch der Welt († 1928)
- 04. Mai: Franz Adam, deutscher Schlachten- und Pferdemaler sowie Lithograf († 1886)

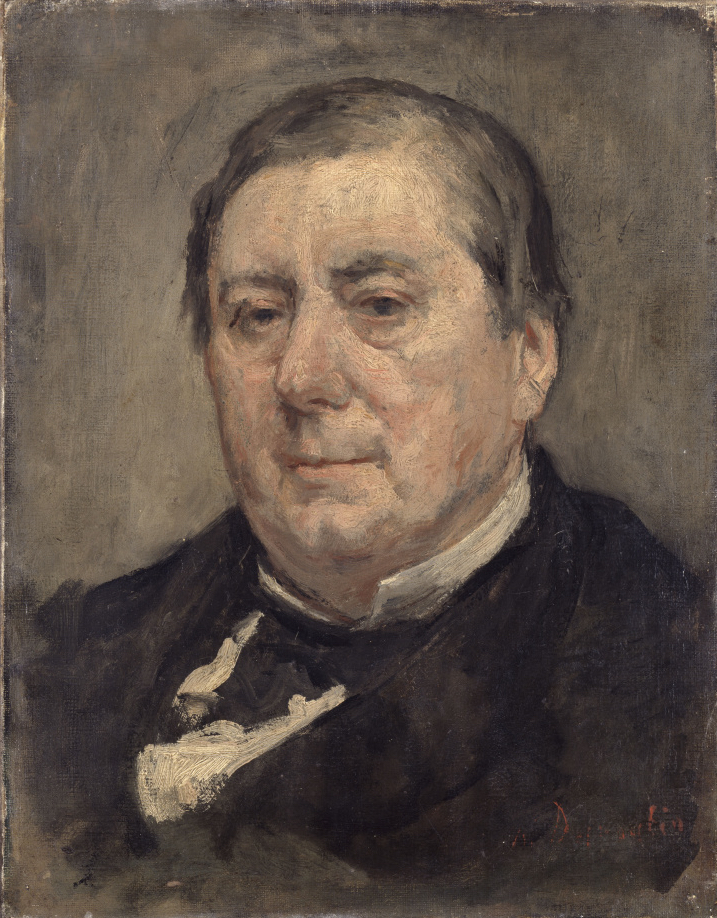
Eugène Marin Labiche

- 06. Mai: Eugène Marin Labiche, französischer Lustspieldichter († 1888)
- 07. Mai: Angelo Baroffio, Schweizer Jurist und Politiker († 1893)
- 11. Mai: Richard Ansdell, englischer Maler († 1885)
- 11. Mai: Granville George Leveson-Gower, 2. Earl Granville, britischer Staatsmann, Außen- und Kolonialminister († 1891)
- 12. Mai: Louis Jules Trochu, französischer General und während der ersten Wochen der Belagerung von Paris Präsident des Nationalen Verteidigungsrates († 1896)
- 13. Mai: Johann Gotthilf Bärmig, deutscher Orgelbauer († 1899)
- 18. Mai: James B. Francis, britisch-US-amerikanischer Ingenieur und Erfinder († 1892)
- 19. Mai: John Gross Barnard, US-amerikanischer Militäringenieur († 1882)
- 20. Mai: Alojz Ipavec, slowenischer Komponist († 1849)
- 20. Mai: Barthélemy Menn, Schweizer Maler († 1893)
- 20. Mai: Gustav von Mevissen, Politiker und Unternehmer († 1899)
- 21. Mai: Adolf Böttger, deutscher Lyriker, Dramatiker und Übersetzer († 1870)
- 21. Mai: Caroline Botgorschek, österreichische Opernsängerin († 1875)
- 25. Mai: Giovanni Caselli, italienischer Physiker († 1891)
- 29. Mai: Gove Saulsbury, US-amerikanischer Politiker († 1881)
- 01. Juni: Amélie Bosquet, französische Schriftstellerin († 1904)
- 01. Juni: Otto I., griechischer König († 1867)
- 03. Juni: Johann Joseph Oppel, deutscher Pädagoge, Physiker und Sprachwissenschaftler († 1894)
- 07. Juni: Gerhard Ahlhorn, deutscher Landwirt und Politiker († 1906)
- 10. Juni: Matthäus Friedrich Chemnitz, deutscher Liedtexter († 1870)
- 11. Juni: Julia Margaret Cameron, britische Fotografin († 1879)
- 11. Juni: Arnold Hirsch, böhmisch-österreichischer Arzt und Schriftsteller († 1896)
- 16. Juni: Julius Schrader, deutscher Maler († 1900)
- 18. Juni: Ludwig Samson Arthur von und zu der Tann-Rathsamhausen, bayerischer General († 1881)
- 18. Juni: Maximilian Werner, badischer Politiker († 1875)
- 23. Juni: Johann Friedrich Budde, deutscher Jurist und Hochschullehrer († 1894)
- 23. Juni: Georg Wilhelm Volkhart, deutscher Maler († 1876)
- 23. Juni: Robert Milligan McLane, US-amerikanischer Politiker († 1898)
- 26. Juni: Mariana Grajales, kubanische Freiheitskämpferin der Unabhängigkeitskriege († 1893)
- 28. Juni: Robert Franz, deutscher Komponist († 1892)
- 29. Juni: Friedrich Albrecht zu Eulenburg, preußischer Staatsmann († 1881)

### Juli/August
- 01. Juli: Daniel Straub,  deutscher Metallwarenfabrikant († 1889)
- 04. Juli: Daniel Cornelius Danielssen, norwegischer Arzt, Zoologe und Abgeordneter des Storting († 1894)

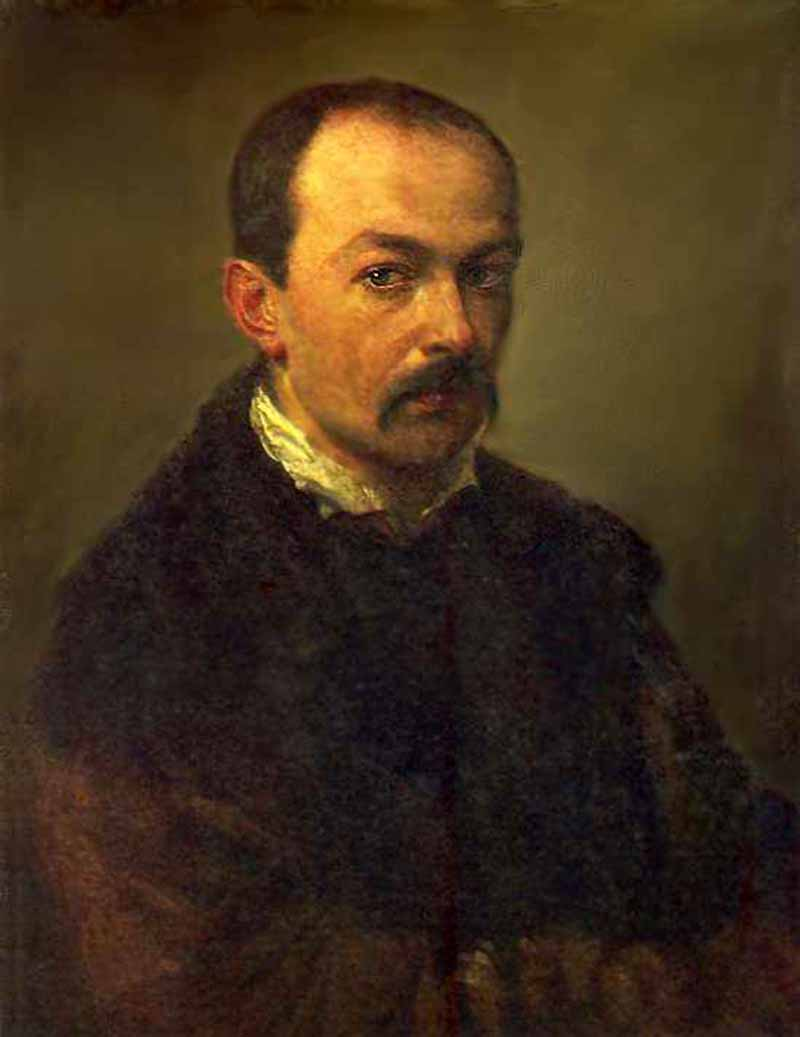
Pawel Andrejewitsch Fedotow

- 04. Juli: Pawel Andrejewitsch Fedotow, russischer Maler († 1852)
- 09. Juli: Oran M. Roberts, US-amerikanischer Jurist und 18. Gouverneur von Texas († 1898)
- 17. Juli: Thekla Knös, schwedische Autorin, Dichterin und Übersetzerin († 1880)
- 22. Juli: Robert Eberle, deutscher Maler († 1860)
- 23. Juli: André-Charles-Victor Reille, französischer General, Generaladjutant Napoleons III. († 1887)
- 24. Juli: Arnaud-Michel d’Abbadie, französischer Geograph († 1893)

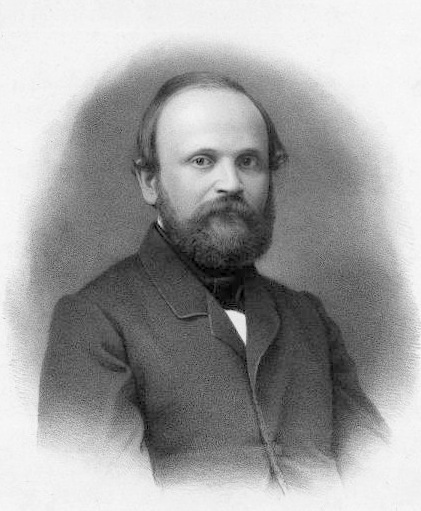
Robert Remak

- 26. Juli: Robert Remak, deutscher Zoologe, Physiologe und Neurologe († 1865)
- 30. Juli: Herman Severin Løvenskiold, norwegischer Komponist († 1870)
- 01. August: Richard Henry Dana, Jr., US-amerikanischer Politiker und Schriftsteller († 1882)
- 02. August: Adolf Friedrich von Schack, deutscher Dichter, Kunst- und Literaturhistoriker († 1894)
- 05. August: Edward John Eyre, australischer Forschungsreisender († 1901)
- 05. August: Hermann Köchly, deutscher Altphilologe († 1876)
- 11. August: Gottfried Kinkel, deutscher Theologe, Schriftsteller und Politiker († 1882)
- 13. August: Eduard von Regel, deutscher Gärtner und Botaniker († 1892)
- 16. August: Johannes Bosco, italienischer Priester und Ordensgründer († 1888)
- 18. August: Alexander Theodor von Middendorff, russischer Zoologe und Entdecker († 1894)
- 21. August: Gustav-Adolf Hirn, französischer Physiker († 1890)
- 29. August: Anna Carroll, US-amerikanische Politikerin, Publizistin und Lobbyistin († 1894)

### September/Oktober
- 01. September: Ferdinand Jühlke, deutscher Lehrer, Autor und Gärtner († 1893)
- 02. September: Georg August Pritzel, deutscher Bibliothekar und botanischer Schriftsteller († 1874)
- 04. September: Mihály Mosonyi, ungarischer Komponist († 1870)
- 04. September: Johannes Roth, deutscher Zoologe und Forschungsreisender († 1858)
- 05. September: Carl Wilhelm, deutscher Chorleiter († 1873)
- 07. September: Howell Cobb, US-amerikanischer Politiker († 1868)
- 07. September: John McDouall Stuart, australischer Entdecker († 1866)
- 08. September: Alexander Ramsey, US-amerikanischer Politiker († 1903)

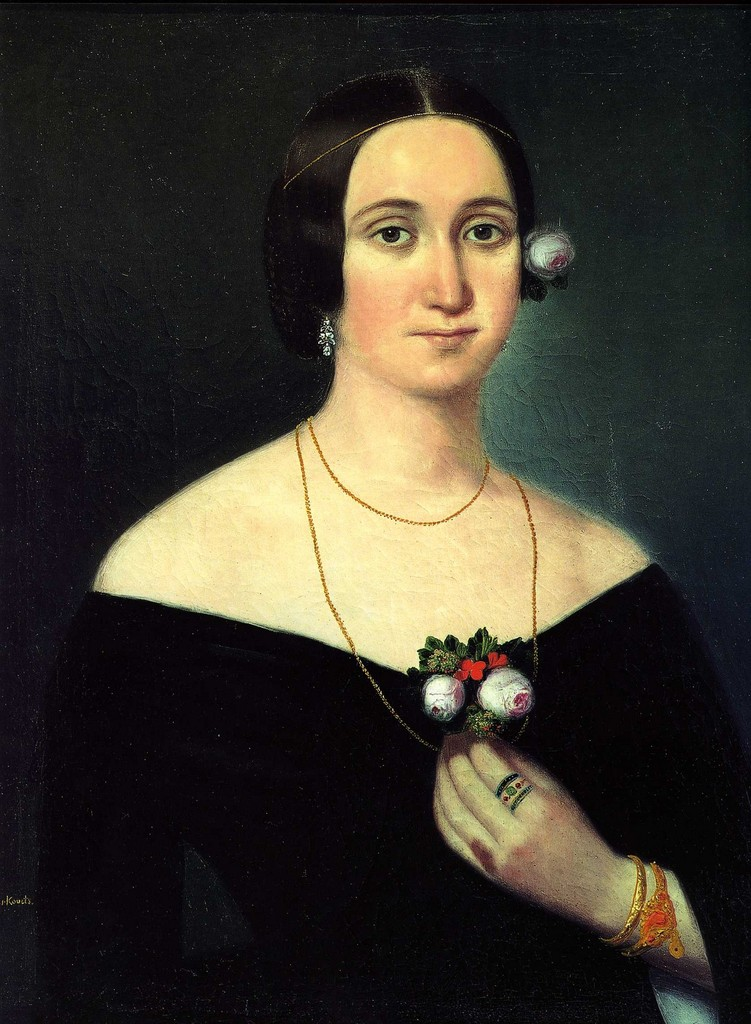
Giuseppina Strepponi

- 08. September: Giuseppina Strepponi, italienische Opernsängerin, Interpretin und Frau von Giuseppe Verdi († 1897)
- 09. September: Johann Gottfried Piefke, preußischer Militärmusiker und Komponist († 1884)
- 12. September: Louis René Tulasne, französischer Botaniker und Mykologe († 1885)
- 17. September: Halfdan Kjerulf, norwegischer Komponist († 1868)
- 19. September: Tyree Harris Bell, Brigadegeneral der Konföderierten Armee im Sezessionskrieg († 1902)
- 19. September: Edgar Cowan, US-amerikanischer Politiker († 1885)
- 21. September: Jules Vuy, Schweizer Jurist, Schriftsteller, Historiker und Politiker († 1896)
- 22. September: Calvin Galusha Coolidge, US-amerikanischer Farmer und Politiker († 1878)
- 25. September: Paul Rudolph von Bilguer, deutscher Schachmeister († 1840)
- 27. September: Heinrich Studer, Schweizer Unternehmer, Bankmanager und Politiker († 1890)
- 29. September: Andreas Achenbach, deutscher Landschaftsmaler († 1910)
- 03. Oktober: Georg Julius Andresen, deutscher Autor, Mediziner und Hydrotherapeut († 1882)
- 14. Oktober: Ernesto Bruni, Schweizer Jurist und Politiker († 1898)
- 15. Oktober: Moritz Brosig, deutscher Komponist und Organist († 1887)
- 15. Oktober: Eduard von Wattenwyl, Schweizer evangelischer Geistlicher († 1890)
- 16. Oktober: Francis R. Lubbock, US-amerikanischer Politiker und 9. Gouverneur von Texas († 1905)
- 17. Oktober: Emanuel Geibel, deutscher Lyriker († 1884)
- 24. Oktober: Jules Moinaux, französischer Librettist († 1896)
- 25. Oktober: Camillo Sivori, italienischer Komponist und Violinist († 1894)
- 28. Oktober: Louis Pierre Alexis Pothuau, französischer Marineoffizier und Politiker († 1882)
- 28. Oktober: Franz Bernhard Schiller, Bildhauer († 1857)
- 29. Oktober: Ľudovít Štúr, slowakischer Philologe, Schriftsteller und Politiker († 1856)
- 31. Oktober: Karl Weierstraß, deutscher Mathematiker († 1897)

### November/Dezember
- 01. November: Luke P. Poland, US-amerikanischer Politiker († 1887)
- 02. November: George Boole, englischer Mathematiker und Philosoph († 1864)
- 11. November: August Kappler, Militär, Forscher und Unternehmer in Suriname († 1887)
- 12. November: Elizabeth Cady Stanton, US-amerikanische Bürger- und Frauenrechtlerin († 1902)
- 14. November: Albert Wolff, deutscher Bildhauer († 1892)
- 15. November: Lorenz von Stein, Staatsrechtslehrer und Nationalökonom († 1890)
- 17. November: Wilhelm Baumeister, preußischer Offizier und Schauspieler († 1875)
- 23. November: William Dennison, US-amerikanischer Politiker († 1882)
- 29. November: Stephen Augustus Hurlbut, US-amerikanischer Politiker, Diplomat und Kommandeur († 1882)
- 30. November: Isaac Newton Arnold, US-amerikanischer Politiker († 1884)
- 03. Dezember: Franziska Jarke, deutsche Schriftstellerin († 1896)
- 04. Dezember: August Wilhelm Zumpt, Altertumswissenschaftler († 1877)

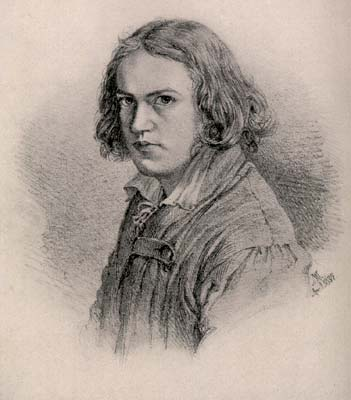
Adolph Menzel, Selbstporträt, 1834

- 08. Dezember: Adolph Menzel, deutscher Maler, Zeichner und Illustrator († 1905)

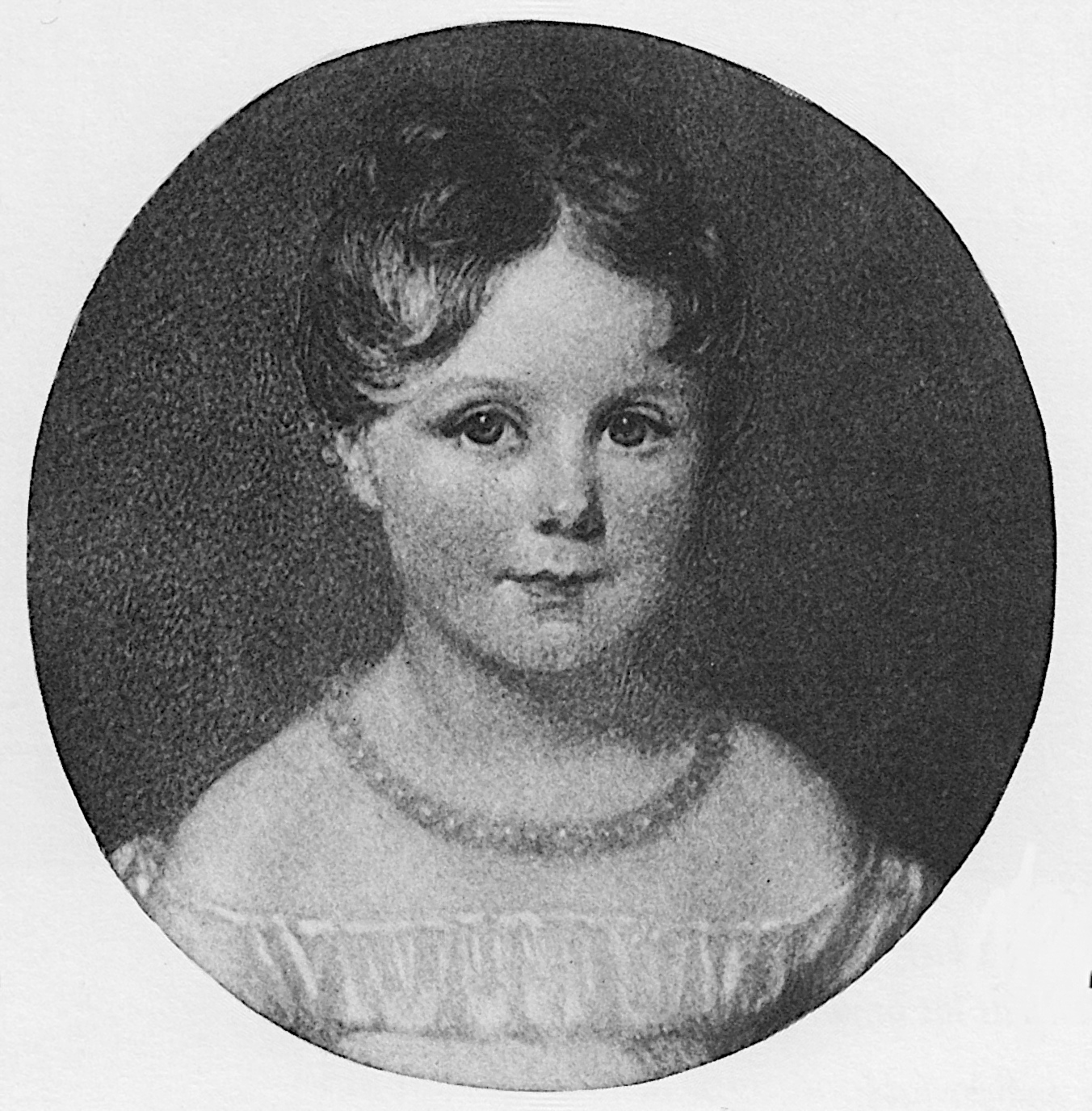
Augusta Ada Byron
im Alter von 4 Jahren

- 10. Dezember: Ada Lovelace (geborene Byron), britische Mathematikerin († 1852)
- 12. Dezember: Édouard Jean Etienne Deligny, französischer General († 1902)
- 12. Dezember: Isabella Braun, deutsche Jugendbuchautorin († 1886)
- 13. Dezember: Johann Gottfried Steffan, Schweizer Landschaftsmaler († 1905)
- 15. Dezember: Garnett Bowditch Adrain, US-amerikanischer Politiker († 1878)
- 15. Dezember: David Atwood, US-amerikanischer Politiker († 1889)
- 18. Dezember: Egron Sellif Lundgren, schwedischer Maler und Schriftsteller († 1875)
- 18. Dezember: Gaspard Marchinville, Schweizer Unternehmer und Politiker († 1877)
- 20. Dezember: James Legge, britischer Sinologe und Übersetzer († 1897)
- 21. Dezember: Christian Friedrich Budenberg, Unternehmer († 1883)
- 21. Dezember: Thomas Couture, französischer Maler († 1879)
- 22. Dezember: Johann Jakob Bachofen, Schweizer Jurist und Altertumsforscher († 1887)
- 23. Dezember: Émile Félix Fleury, französischer General und Diplomat († 1884)
- 23. Dezember: Ildefons Cerdà, spanischer Stadtplaner († 1876)
- 31. Dezember: George Gordon Meade, US-amerikanischer General († 1872)

### Genaues Geburtsdatum unbekannt
- Hipolit Skimborowicz, polnischer Autor, Journalist und Herausgeber († 1880)
- Paulina Wilkońska, polnische Schriftstellerin († 1875)

## Gestorben

### Erstes Halbjahr
- 03. Januar: Johann Carl Corthum, deutscher Gärtner und Züchter (* 1740)

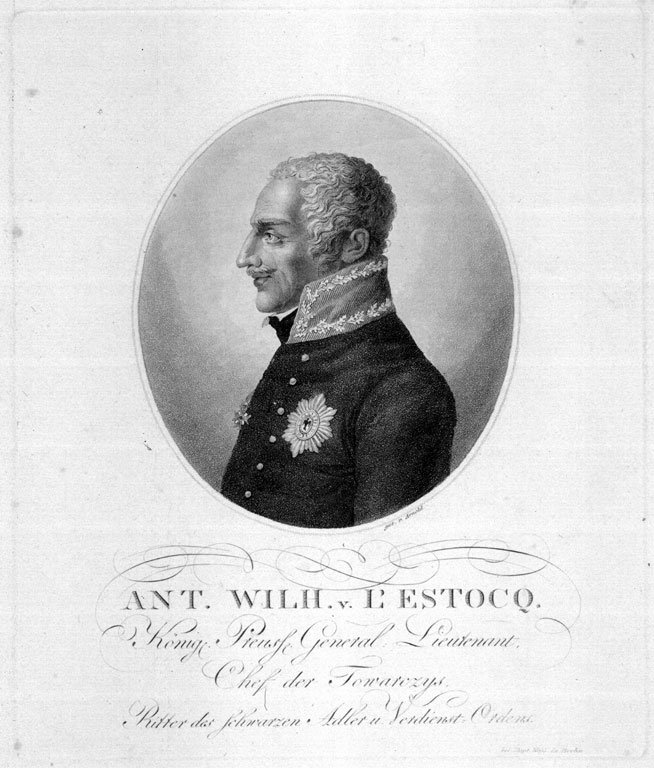
General von L’Estocq

- 05. Januar: Anton Wilhelm von L’Estocq, preußischer General (* 1738)
- 08. Januar: Edward Michael Pakenham, britischer Generalmajor (* 1778)
- 15. Januar: Emma Hamilton, englische Mätresse des Admirals Horatio Nelson (* 1765)
- 20. Januar: Caroline Friederike Friedrich, deutsche Malerin (* 1749)
- 21. Januar: Matthias Claudius, deutscher Schriftsteller (* 1740)
- 26. Januar: David von Wyss der Ältere, Bürgermeister von Zürich (* 1737)
- 28. Januar: Anton Dreyssig, deutscher Musiker (* 1774)
- 20. Februar: Johann Christoph Georg Adler, Jurist (* 1758)
- 12. Februar: Étienne Marie Antoine Champion de Nansouty, französischer General (* 1768)
- 19. Februar: Leonhard von Call, Südtiroler Komponist (* 1767)
- 26. Februar: Friedrich Josias von Sachsen-Coburg-Saalfeld, österreichischer General und Feldmarschall (* 1737)
- 04. März: Frances Abington, englische Schauspielerin (* 1737)
- 05. März: Franz Anton Mesmer, deutscher Arzt, Begründer des Mesmerismus (* 1734)
- 17. März: Mateo Pumacahua, Offizier indigener Herkunft im spanischen Vizekönigreich Peru (* 1740)
- 23. April: William C. Bowen, US-amerikanischer Arzt, Chemiker und Hochschullehrer (* 1785)
- 26. April: Carsten Niebuhr, deutscher Mathematiker, Kartograf und Forschungsreisender (* 1733)
- 29. April: Isaac von Sinclair, deutscher Diplomat und Schriftsteller (* 1775)
- 30. April: Jean Joseph Tranchot, französischer Geograph (* 1752)
- 06. Mai: Georg Friedrich Fickert, deutscher Kirchenlieddichter und Pfarrer (* 1758)
- 06. Mai: Bernhard Stöger, deutscher katholischer Theologe, Philosoph und Pädagoge (* 1757)
- 01. Juni: Louis-Alexandre Berthier, französischer General und Marschall von Frankreich (* 1753)
- 01. Juni: James Gillray, britischer Karikaturist (* 1757)
- 02. Juni: Friedrich Carl Arndt, deutscher Jurist, Stadtrichter und Bürgermeister (* 1772)
- 16. Juni: Friedrich Wilhelm, nomineller Braunschweiger Herzog (* 1771)
- 17. Juni: Hamidu Reis, algerischer Korsar (* 1770)
- 18. Juni: Frédéric Guillaume de Donop, französischer General deutscher Abstammung (* 1773)
- 18. Juni: Thomas Picton, britischer Generalleutnant, Gouverneur von Trinidad (* 1758)
- 18. Juni: William Ponsonby, britischer Generalmajor (* 1772)
- 20. Juni: Guillaume Philibert Duhesme, französischer General und Pair von Frankreich (* 1766)
- 29. Juni: Christian Friedrich Schwan, deutscher Verleger und Buchhändler (* 1733)

### Zweites Halbjahr

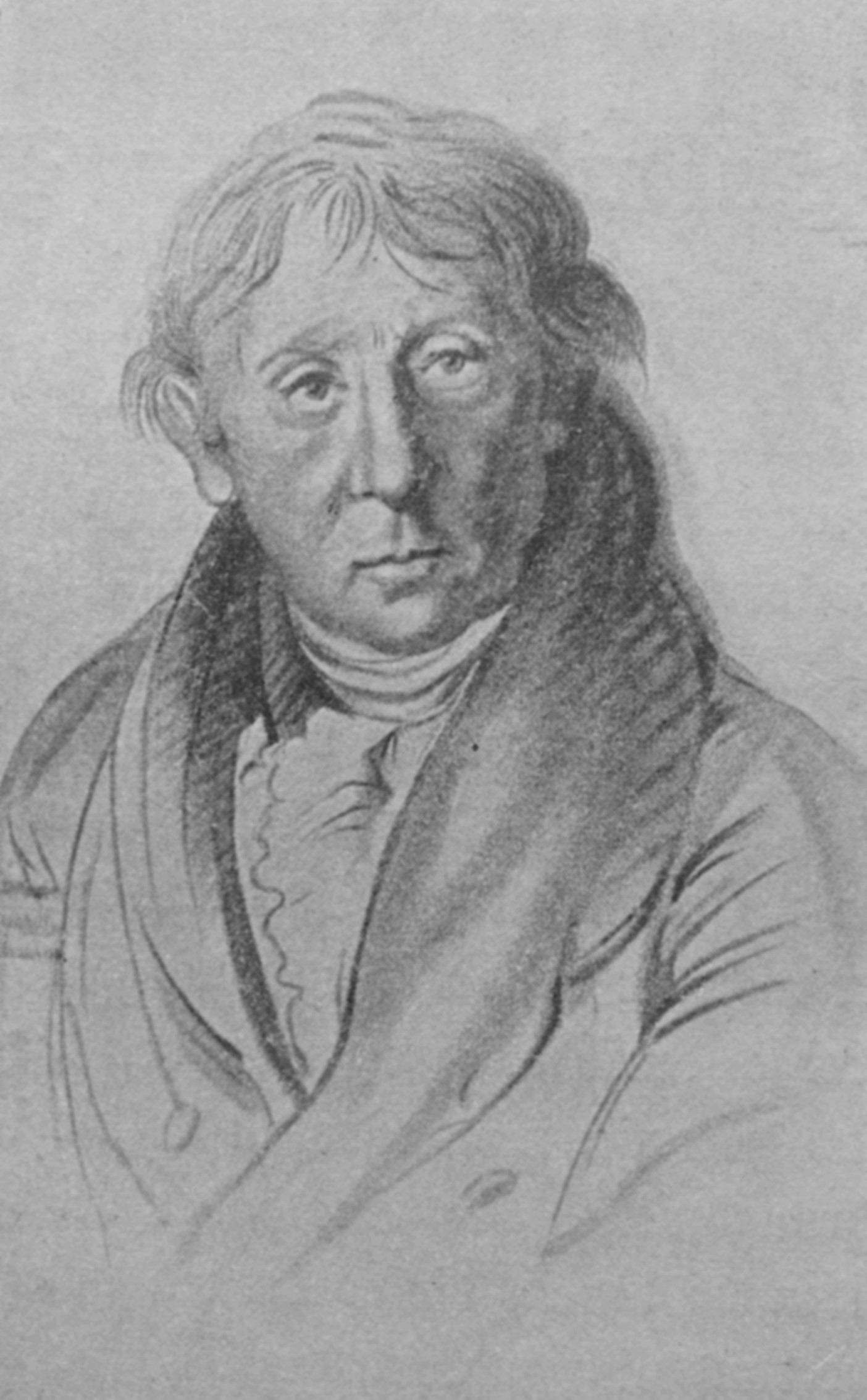
Friedrich Wilhelm von Reden

- 01. Juli: Friedrich Theodor Bach, preußischer Beamter (* 1757)
- 03. Juli: Friedrich Wilhelm von Reden, deutscher Berghauptmann (* 1752)
- 04. Juli: Eberhard August Wilhelm von Zimmermann, Geograph, Naturhistoriker und Philosoph (* 1743)
- 07. Juli: Pedro de Garibay, spanischer Offizier und Kolonialverwalter, Vizekönig von Neuspanien (* 1729)
- 07. Juli: Teruya Kanga Sakugawa, bekanntester Meister der okinawanischen Kampfkünste (* 1733)
- 11. Juli: Hans Jakob Gonzenbach, Schweizer Politiker (* 1754)
- 24. Juli: Ferdinand Bernhard Vietz, österreichischer Mediziner und Botaniker (* 1772)
- 02. August: Guillaume-Marie-Anne Brune, Marschall von Frankreich (* 1763)
- 06. August: Giuseppe Gherardeschi, italienischer Komponist (* 1759)
- 13. August: Friedrich August Wiedeburg, deutscher Pädagoge und Philologe (* 1751)
- 15. August: Richard Bassett, US-amerikanischer Politiker (* 1745)
- 16. August: Friederike Bethmann-Unzelmann, deutsche Schauspielerin und Sängerin (* 1760)
- 18. August: Chauncey Goodrich, US-amerikanischer Politiker (* 1759)
- 19. August: Charles Angélique François Huchet de La Bédoyère, französischer Generalleutnant (* 1786)
- 21. August: Carl Johan Adlercreutz, schwedischer General (* 1757)
- 21. August: Stanley Griswold, US-amerikanischer Politiker (* 1763)
- 30. August: Justus Christian Hennings, deutscher Moralphilosoph und Aufklärer (* 1731)
- 09. September: John Singleton Copley, US-amerikanisch-englischer Maler (* 1738)
- 24. September: John Sevier, Mitbegründer von Tennessee und dessen erster Gouverneur (* 1745)
- 28. September: Nicolas Desmarest, französischer Geologe (* 1725)
- 02. Oktober: Ferdinand Anton Christian von Ahlefeldt, dänischer Diplomat (* 1747)
- 04. Oktober: Christophe-Philippe Oberkampf, französischer Tuchfabrikant (* 1738)
- 05. Oktober: Karl Bertuch, deutscher Journalist und Schriftsteller (* 1777)

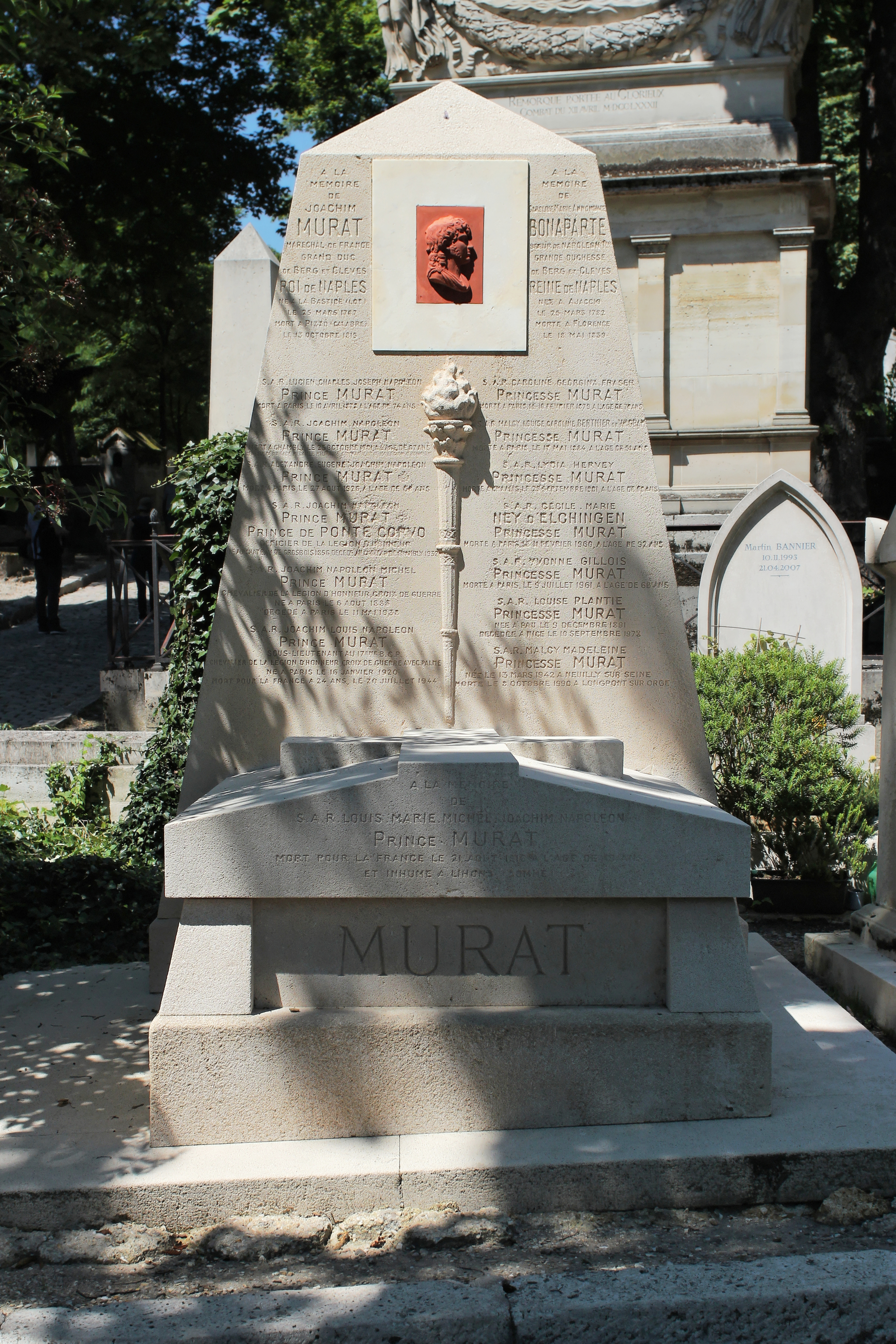
Grabdenkmal Joachim Murats auf dem Friedhof Père-Lachaise

- 13. Oktober: Joachim Murat, König von Neapel und Marschall von Frankreich (* 1767)
- 13. Oktober: Friedrich Wilhelm Strieder, deutscher Bibliothekar, Lexikograph und Historiker (* 1739)
- 14. Oktober: Christian Ludwig August von Arnswaldt, kurfürstlich-braunschweig-lüneburgischer Politiker (* 1733)
- 22. Oktober: Claude-Jacques Lecourbe, Offizier in diversen europäischen Armeen (* 1759)
- 26. Oktober: Cornelis van der Aa, niederländischer Buchhändler und Schriftsteller (* 1749)
- 26. Oktober: Johann Joseph Anton Huber, Augsburger Freskomaler und katholischer Direktor der Reichsstädtischen Kunstakademie (* 1737)
- 28. Oktober: Jacob Fidelis Ackermann, deutscher Mediziner (* 1765)
- 15. November: Stephen Heard, US-amerikanischer Politiker (* 1740)
- 17. November: Luigi Asioli, italienischer Sänger und Komponist (* 1778)
- 17. November: Dorothea Viehmann, Quelle der Märchensammlung der Brüder Grimm (* 1755)
- 25. November: Johann Peter Salomon, Violinist, Komponist, Dirigent und Musikimpresario (* 1745)
- 05. Dezember: Christian Gottfried Gruner, deutscher Mediziner und Historiker (* 1744)

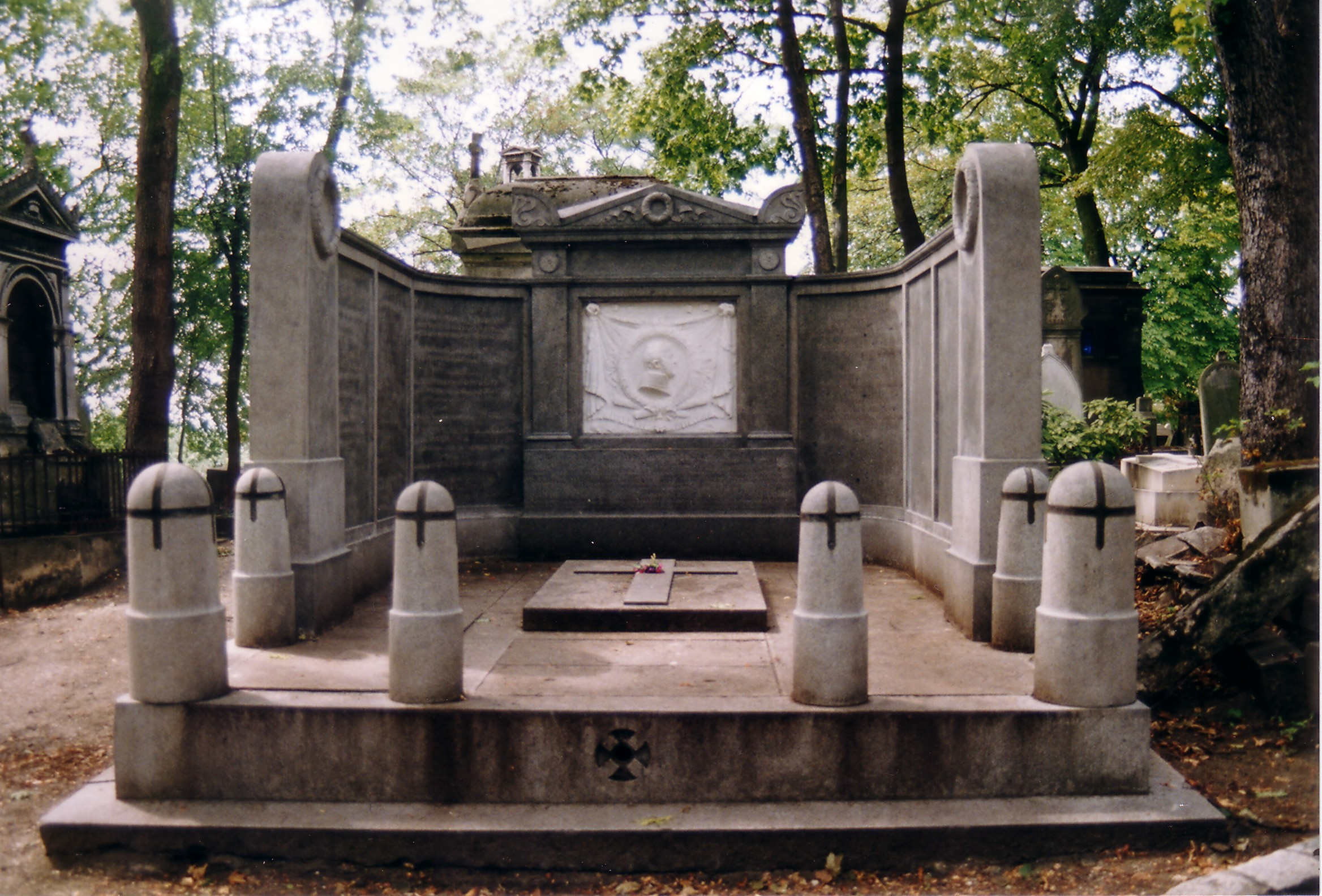
Grabmal Neys auf dem Friedhof Père-Lachaise in Paris

- 07. Dezember: Michel Ney, Marschall von Frankreich und Fürst von der Moskwa (* 1769)
- 11. Dezember: Anna Pestalozzi, Ehefrau von Johann Heinrich Pestalozzi (* 1738)
- 15. Dezember: Giuseppe Bossi, italienischer Maler und Autor (* 1777)
- 19. Dezember: Benjamin Smith Barton, US-amerikanischer Botaniker (* 1766)
- 23. Dezember: Franz Xaver von Auffenberg, österreichischer Feldmarschall-Leutnant (* 1744)
- 23. Dezember: Jan Potocki, polnischer Romancier, Historiker und Ethnograph (* 1761)
- 29. Dezember: Sarah Baartman, in London und Paris ausgestellte Khoikhoi-Frau (* etwa 1789)

### Genaues Todesdatum unbekannt
- Johann Christoph Kaffka, deutscher Komponist (* 1754)